# Pink Floyd
Pink Floyd és un grup de música britànic, considerat com un dels més influents de la història del rock. Els seus membres fundadors foren Syd Barrett (guitarra i veu), Roger Waters (baix i veu), Richard Wright (orgue, teclats i veu) i Nick Mason (bateria). El grup es donà a conèixer, a la fi de l'any 1966, en clubs underground de Londres. Enregistraren el seu primer single pel gener del 1967 («Arnold Layne»), i el mateix any publicaren el primer disc de llarga durada, The Piper at the Gates of Dawn.
David Gilmour es va unir al grup Pink Floyd el gener de 1968 per tal de donar suport a l'escenari al cantant i guitarrista Syd Barrett, que cada vegada tenia un comportament més erràtic. Finalment, l'abril de 1968 va substituir definitivament Barrett, que víctima de problemes mentals va haver de deixar definitivament el grup.
A partir d'aquell moment el grup, liderat per Waters i Gilmour, va anar deixant de banda el psicodelisme underground dels primers temps i va començar a crear un estil sonor molt propi, basat en el virtuosisme instrumental, l'experimentació amb l'electrònica, la inclusió d'efectes sonors d'estudi i la utilització de cors i recursos simfònics. Així, les seves obres, resultat d'un perfeccionisme obsessiu inèdit fins llavors en els grups de rock, esdevenen llargues, denses i de gran riquesa musical i emotiva. Els discs més representatius d'aquesta època, que tingueren un gran èxit comercial i que fonamentaren el seu prestigi artístic, són The Dark Side of the Moon (1973), Wish You Were Here (1975) i Animals (1977). Malgrat el seu èxit comercial, el grup va gaudir de llibertat artística i fins i tot es va permetre excentricitats com ara rodar una pel·lícula a les ruïnes de Pompeia (Live at Pompeii), fer música per a espectacles teatrals i de ballet o estar-se dos anys per gravar un disc.
Més endavant, Waters intentà assolir el lideratge tot sol, i els treballs del grup, sense perdre la seva particular personalitat sonora, derivaren cap a temes més obscurs i propers a la cantoutoria, essent The Wall (1979) el disc representatiu d'aquella època i alhora l'èxit comercial més gran del grup. El següent disc, The Final Cut (1983), és un treball pràcticament en solitari de Waters, on la resta del grup, excepte Wright -que va ser acomiadat-, fan de músics d'acompanyament.
Després de greus dissensions, el 1983 Waters va abandonar la formació per iniciar una carrera en solitari i, a més, va iniciar un litigi amb els seus excompanys, que finalment va perdre el 1987, per tal que aquests no poguessin utilitzar el nom del grup. Així, el 1987, el grup format per Gilmour, Wright i Mason, va tornar a l'activitat. Entre aquell moment i els anys 90 enregistraren només dos discs d'estudi amb material nou, A Momentary Lapse of Reason (1987) i The Division Bell (1994), i realitzaren nombroses gires.
Després de més de 20 anys de dissensions, el juliol de 2005 Waters, Gilmour, Mason i Wright van tornar a tocar junts com Pink Floyd en el concert benèfic Live 8, organitzat per Bob Geldof. Malgrat això, els rumors sobre una possible reunificació del grup van ser desmentits de seguida.
El 5 de juliol de 2014 es va saber, a través de diverses persones, entre elles la dona de David Gilmour, Polly Samson, que el mes d'octubre del mateix any, Pink Floyd editaria un nou àlbum d'estudi anomenat The Endless River, basat en les sessions de 1993 i 1994 que van realitzar per a The Division Bell, així com en l'última actuació de Rick Wright. El llançament va tenir lloc el 10 de novembre.
Al març de 2022, Gilmour i Mason es van tornar a reunir com a Pink Floyd, juntament amb el baixista Guy Pratt i el teclista Nitin Sawhney, per gravar el senzill «Hey, Hey, Rise Up!» en suport d'Ucraïna després de la invasió russa.

## Història

### 1963–67: primers anys / L'era de Syd Barrett (1965-1968)

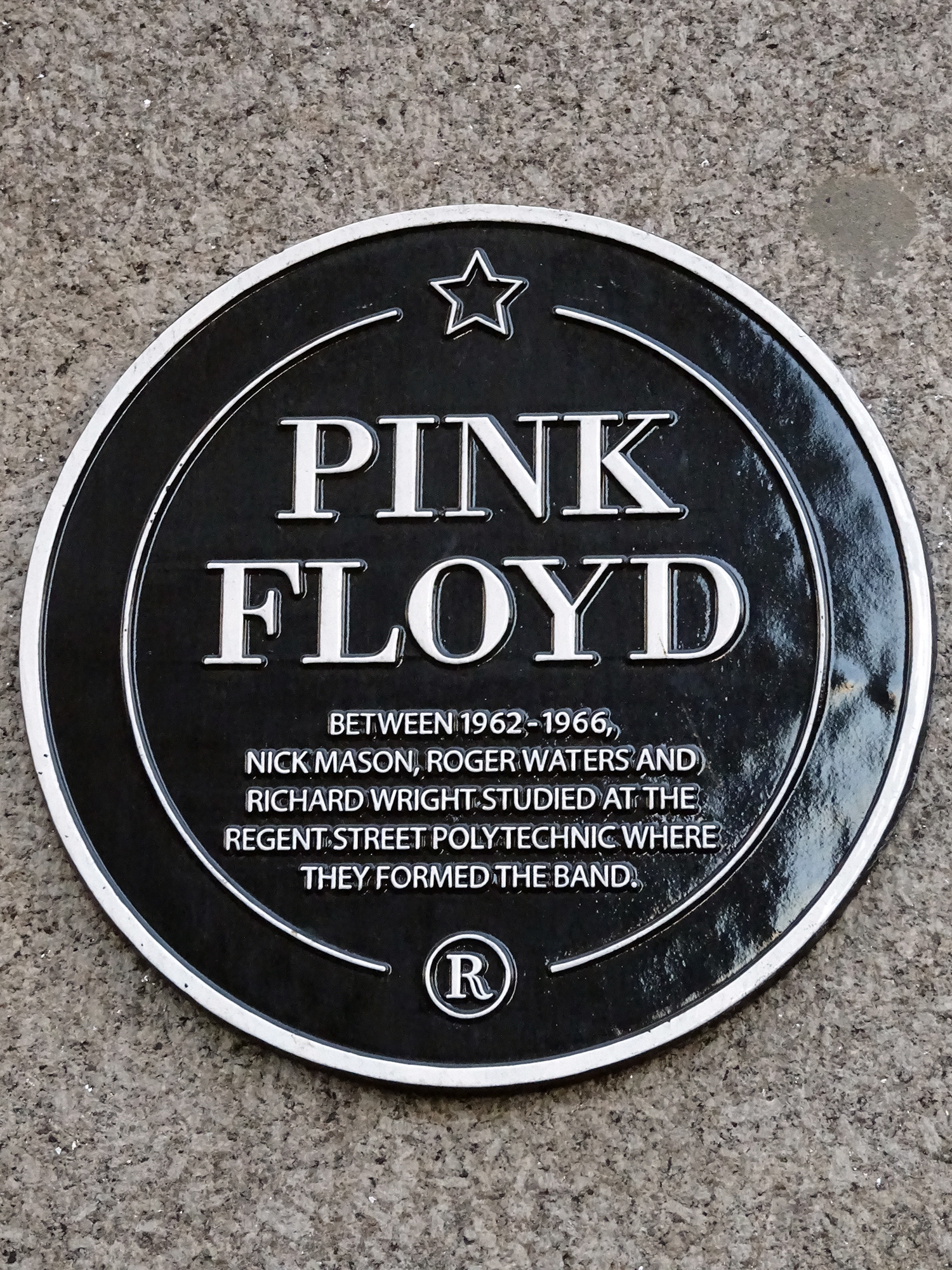
Placa negra erigida el 28 de maig de 2015 a la Universitat de Westminster, al 35 de Marylebone Road, Londres NW1 5LS. S'hi pot llegir: «Pink Floyd. Entre 1962 i 1966, Nick Mason, Roger Waters i Richard Wright van estudiar a la Regent Street Polytechnic on van formar la banda.»

#### Formació i primers anys
Roger Waters, originari de Cambridge, va anar a Londres l'any 1965, per matricular-se a la carrera d'arquitectura a la Regent Street Polytechnic. Allà va conèixer Nick Mason, qui també estudiava arquitectura a la mateixa universitat. Van començar a tocar conjuntament en un grup del qual també formaven part Keith Noble (cantant) i Clive Metcalfe (baixista), juntament amb la germana de Noble, Sheilagh. Un altre estudiant d'arquitectura, Richard Wright, s'hi va unir més tard aquell mateix any i, per tant, el grup va esdevenir un sextet que anomenaren Sigma 6, la primera banda a incloure a Waters, Wright i Mason. En aquesta època, tant Waters com Wright tocaven la guitarra. La banda va començar a actuar en funcions privades, mentre que els assajos els duien a terme en una casa de te situada als soterranis de la Regent Street Polytechnic. Tocaven cançons de The Searchers i material escrit pel seu mànager i compositor, i a la vegada company d'estudis, Ken Chapman.
El mes de setembre de 1963, Waters i Mason es van mudar a un pis situat al número 39 de Stanhope Gardens, a prop del Crouch End (Londres), propietat de Mike Leonard, un tutor a temps parcial a dues institucions properes, el Hornsey College of Art i la Regent Street Polytechnic. Mason es va mudar després de l'any acadèmic de 1964, i el guitarrista Bob Klose va fer-ho durant el mes de setembre del mateix any.
Sigma 6 va passar per uns quants noms temporals, incloent-hi Meggadeaths, Abdabs and the Screaming Abdabs, Leonard's Lodgers, i Spectrum Five, abans de quedar-se amb el nom de Tea Set. El 1964, com que Metcalfe i Noble van deixar Tea Set per formar la seva pròpia banda, Syd Barrett va unir-se a Klose i Waters a Stanhope Gardens. Barrett es va traslladar a Londres el 1962 per estudiar al Camberwell College of Arts. Waters i Barrett eren amics de la infància; Waters havia visitat sovint Barret i l'havia vist tocar la guitarra a casa de la seva mare. Mason va dir el següent sobre Barrett:
| «            | En una època en què tothom era distant d'una manera molt adolescent i cohibida, Syd era extravertit a l'antiga; el que perdura en la meva memòria de la nostra primera trobada és el fet que ell va tenir el gest d'apropar-se cap a mi i presentar-se'm. | » |
| — Nick Mason | |   |

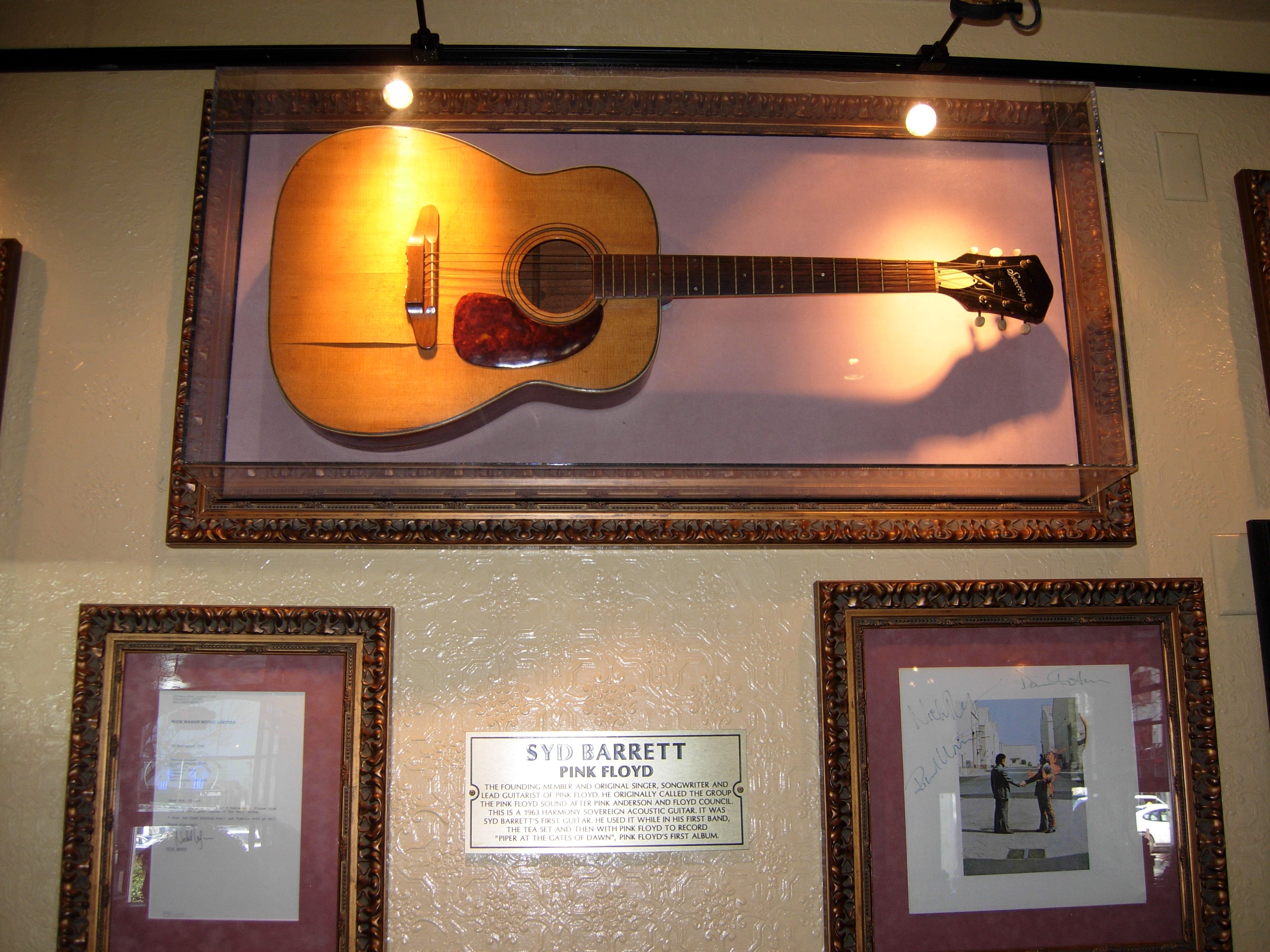
Guitarra Harmony de Syd Barrett

Noble i Metcalfe van abandonar Tea Set cap a la fi de 1963, i Klose va presentar la banda el cantant Chris Dennis, un tècnic de la Royal Air Force. El desembre de 1964, se les van arreglar per aconseguir el seu primer temps de gravació, en un estudi a West Hampstead, a través d'un dels amics de Wright que els va permetre utilitzar alguns dels moments d'inactivitat de franc. Wright, que es prenia un descans en els seus estudis, no va participar en la sessió.
Quan la RAF va destinar Dennis a Bahrain a principis de 1965, Barrett va esdevenir el líder de la banda. Més tard, aquell mateix any, van esdevenir la banda resident al Countdown Club, prop de Kensington High Street a Londres, on des de ben entrada la nit fins a la matinada tocaven tres sessions de noranta minuts cadascuna. Durant aquest període, impulsats per la necessitat del grup d'ampliar el seu repertori per tal de minimitzar la repetició de cançons, van adonar-se que "les cançons es podien ampliar amb solos més llargs", va escriure Mason. A causa de la pressió dels seus pares i de l'advertència dels seus tutors a l'escola, Klose va abandonar la banda a mitjan 1965, i Barret passà a ser el guitarrista principal. El grup va començar a presentar-se com a Pink Floyd Sound al final de 1965. Barret va prendre la decisió a cop calent quan va descobrir que una altra banda, anomenada també Tea Set, anaven a actuar en una de les seves gires. El nom deriva del de dos músics de blues, de l'estil anomenat Piedmont blues, de qui Barrett tenia discos, Pink Anderson i Floyd Council. D'aquesta manera, la primera formació de Pink Floyd consistí en Barrett a la guitarra, Mason a la bateria, Waters al baix i Wright a l'orgue i els teclats.
El 1966, el repertori del grup consistia principalment en cançons de rhythm and blues i havien començat a rebre reserves anticipades, incloent-hi una actuació al Marquee Club el març de 1966, on Peter Jenner els va conèixer. Professor universitari a la London School of Economics, Jenner va quedar impressionat pels efectes sonors que Barrett i Wright havien creat, i amb el seu company de negocis i amic Andrew King, van convertir-se en els seus mànagers. La parella tenia una mica d'experiència en el món de la indústria musical, i van utilitzar els diners que King havia heretat per fundar Blackhill Enterprises, comprant equipament i instruments nous per a la banda per valor d'unes 1.000 lliures. Va ser pels volts d'aquesta època que Jenner va suggerir treure el "Sound" del nom de la banda, esdevenint el famós i més conegut "Pink Floyd". Sota la guia de Jenner i King, el grup va convertir-se en part de l'escena underground de Londres, tocant en diversos locals incloent l'All Saints Hall i el Marquee. Mentre tocaven al Countdown Club, la banda havia estat experimentant amb llargues excursions musicals, i van començar a ampliar-les amb espectacles de llum, rudimentaris però visualment efectius, projectats per diapositives de color i llums domèstiques. Gràcies a les relacions socials que tenien Jenner i King van aconseguir una important cobertura mediàtica al Financial Times i en un article al The Sunday Times que deia:
| «                  | En el llançament de la nova revista IT l'altra nit un grup pop anomenat Pink Floyd va tocar música palpitant mentre que una sèrie de formes de colors estranys brillaven en una pantalla gegant darrere d'ells ... aparentment molt psicodèlic. | » |
| — The Sunday Times | |   |

El 1966, van reforçar la seva relació comercial amb Blackhill Enterprises, esdevenint-ne socis igualtataris: Jenner, King i cadascun dels membres de la banda tenia una participació d'un sisè. Al final de 1966, el seu repertori incloïa menys cançons estàndards de R&B i més cançons originals de Barrett, moltes de les quals s'inclourien en el seu primer àlbum. Encara que havia augmentat significativament la freqüència de les seves actuacions, la banda no era àmpliament acceptada en aquell moment. Després d'una actuació en un club de joves catòlics, el propietari es va negar a pagar, al·legant que la seva actuació no havia sigut música. Quan el seu equip va presentar una demanda en un tribunal de reclamació contra el propietari de l'organització juvenil, un magistrat local va confirmar la decisió del propietari. No obstant això, van ser molt ben rebuts al UFO Club a Londres, on una petita base de fans va començar a créixer al voltant de la banda. Les actuacions de Barrett eren apassionades, "saltant arreu... amb bogeria... amb improvisació... [inspirat] per aconseguir anar més enllà dels seus límits i entrar en àrees que eren... molt interessats. Que cap dels altres podia fer", va escriure el biògraf Nicholas Schaffner.

#### Firma amb EMI
El 1967, Pink Floyd va començar a atreure l'atenció de la indústria musical comercial Mentre negociaven amb les discogràfiques, el cofundador d''IT i gerent del club UFO Joe Boyd i l'agent de Pink Floyd Bryan Morrison van organitzar i finançar l'enregistrament d'algunes cançons a Sound Techniques a West Hampstead. Incloïen el destacat tema «Arnold Layne» i «Candy and a Currant Bun» com a cara B, temes que es van enregistrar el 29 de gener de 1967. Tres dies més tard, Pink Floyd va signar amb EMI, rebent unes 5.000 lliures esterlines a tall d'antelació. EMI va llançar el primer single, «Arnold Layne», el 10 de març de 1967, sota el seu segell Columbia. Les referències de la cançó al transvestiment va donar lloc a una prohibició en diverses emissores de ràdio, però, una certa manipulació creativa dels comerciants que subministren xifres de vendes per al negoci de la música, va significar que el single s'enfilés fins a la vintena posició del Regne Unit.
EMI-Columbia va llançar el segon single de Pink Floyd, «See Emily Play», el 16 de juny de 1967. Li va anar una mica millor que a «Arnold Layne», que va aconseguir el número 6 al Regne Unit. Van actuar al programa Look of the Week de la BBC, on Watter i Barrett, erudits i atractius, van enfrontar-se a les preguntes de Hans Keller. Ells van aparèixer al programa de la BBC Top of the Pops, un programa immensament popular que, buscant la polèmica, requeria artistes als quals imitar la seva forma de cantar i tocar. Encara que Pink Floyd va tornar-hi per dues actuacions més, a la tercera Barrett s'havia començat a enfonsar, i va ser en aquell moment que la primera banda va notar canvis significatius en el seu comportament. A principis de 1967, va prendre de forma regular LSD, i Mason el va descriure com a "totalment distanciat de tot el que passa".

#### The Piper at the Gates of Dawn

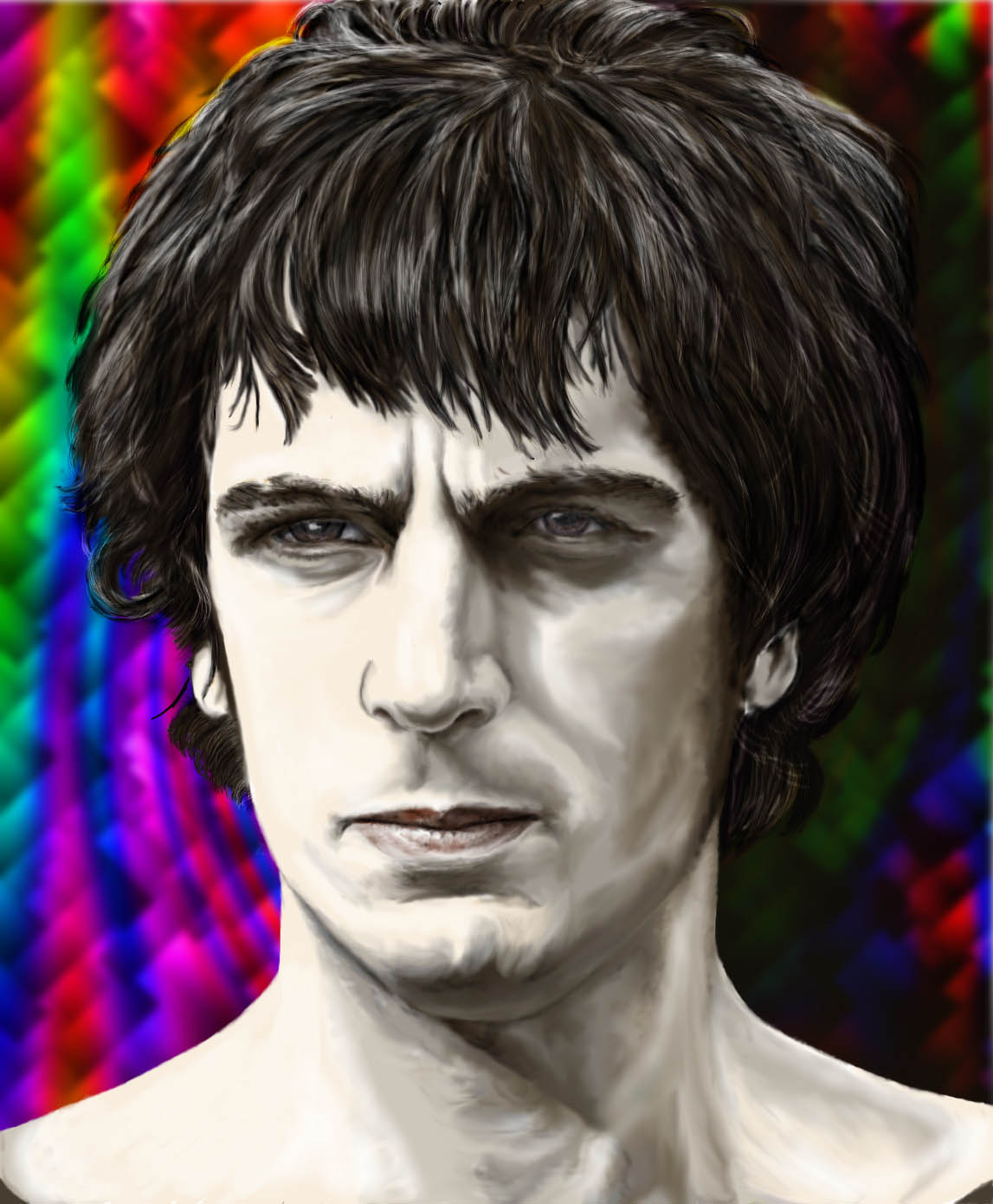
Syd Barrett

Morrisson i el productor d'EMI Norman Smith van negociar el primer contracte discogràfic de Pink Floyd, i com a part del tracte, la banda acceptava enregistrar el seu primer àlbum als Abbey Road Studios, els estudis d'EMI a Londres. Mason recalcava que les sessions es duien a terme sense problemes. Smith no estava d'acord, i manifestava que Barrett era insensible als seus suggeriments i a la crítica constructiva. EMI-Columbia van treure al mercat The Piper at the Gates of Dawn el mes d'agost de 1967. L'àlbum va ascendir fins a la sisena posició de les llistes britàniques, romanent-hi 14 setmanes.
Pink Floyd continuava atraient grans multituds a l'UFO Club; tanmateix, la degradació mental de Barrett estava provocant ja aleshores una seriosa preocupació. El grup inicialment esperava que el seu comportament erràtic fos una fase temporal, però alguns eren menys optimistes, incloent-hi Jenner i el seu assistent, June Child, que comentaven:
| «              | Vaig trobar [Barrett] al vestidor i estava tan... anat. Roger Waters i jo el vam posar dempeus, [i] el trèiem a l'escenari de... La banda va començar a tocar i Syd es va quedar allà. Ell tenia la seva guitarra al coll i els braços tan sols penjant. | » |
| — Peter Jenner | |   |

Forçat a anul·lar l'aparició de Pink Floyd al prestigiós Festival Nacional de Jazz i Blues, així com uns quants xous més, King va informar la premsa musical que Barrett estava patint un esgotament nerviós. Waters va planificar una reunió amb el psiquiatre R. D. Laing, i tot i que Waters va portar personalment a Barrett a la cita, Barrett es va negar a sortir fora del cotxe. Una estada a Formentera amb Sam Hutt, un doctor ben establert dins l'escena de música underground, no va suposar cap millora visible. La banda va fer uns quants concerts més a Europa durant el mes de setembre (a Dinamarca i a Irlanda) i la seva primera gira als Estats Units a l'octubre. Es va negar a moure els llavis quan va arribar el moment de fer playback al «See Emily Play», durant l'espectacle de Boone. Després d'aquests episodis vergonyosos, King va finalitzar la seva gira pels USA i els va enviar immediatament cap a casa, a Londres. El mes de novembre de 1967 van editar el single «Apples and Oranges / Paint Box» (compostes per Barrett en el primer cas i per Wright en el segon) al Regne Unit, però no va tenir l'èxit que esperaven. Aviat, després del seu retorn, van fer de teloners de Jimi Hendrix durant una gira que va fer a Anglaterra; tanmateix, la depressió de Barrett empitjorava mentre la gira anava avançant, arribant a un punt de crisi al desembre. En aquests moments, la banda va decidir afegir un nou membre a la seva alineació.

### 1968–77: transició i èxit internacional

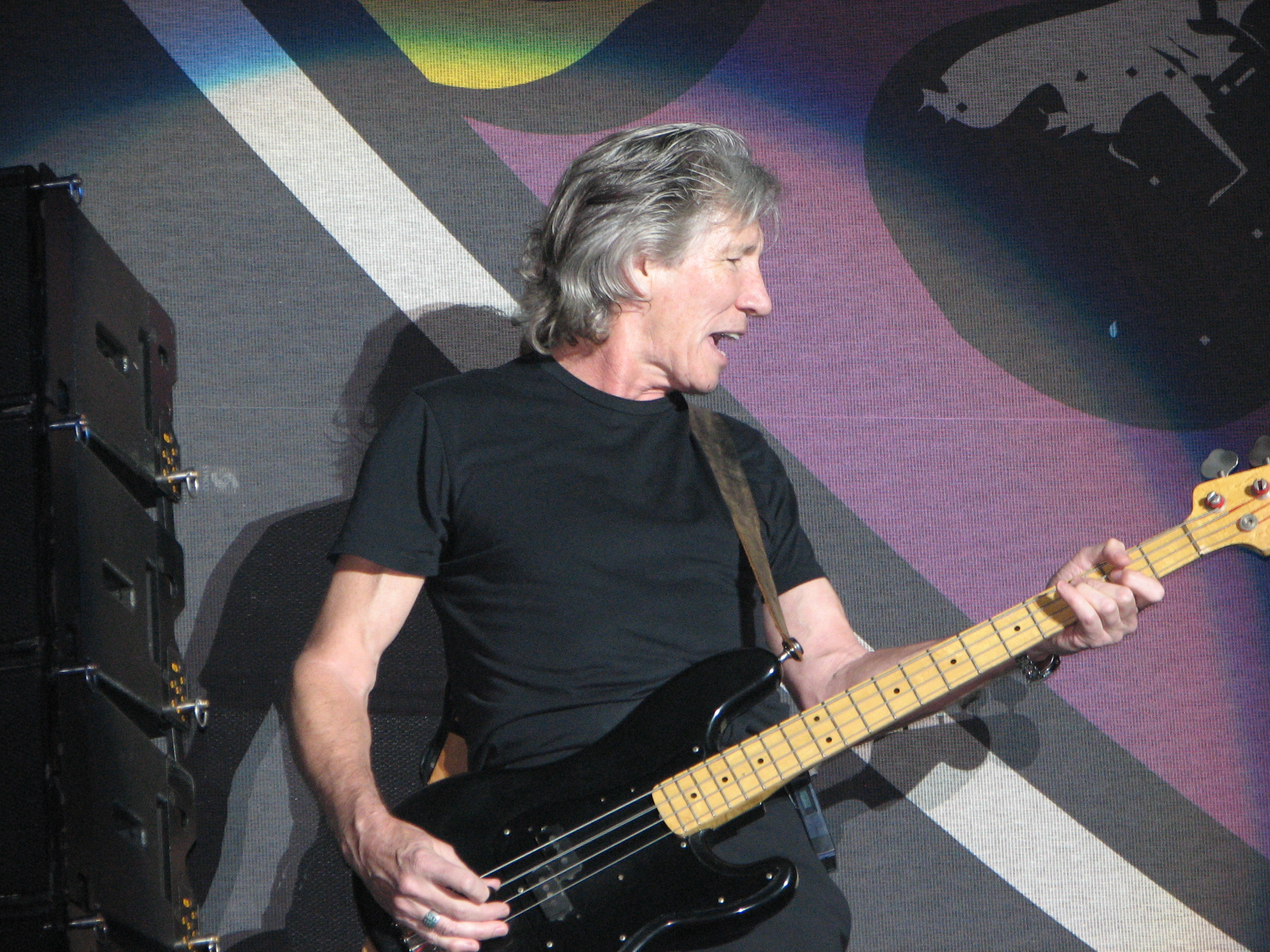
Roger Waters

#### Gilmour substitueix Barrett
El desembre de 1967, el grup incorporava David Gilmour, que havia estat membre d'un grup de versions anomenat Joker's Wild i, posteriorment, de la banda Bullitt, com el cinquè membre de Floyd. L'assistent de Morrison, Steve O'Rourke, va encabir a Gilmour en una habitació a casa seva amb un salari de 30£ per setmana, i el mes de gener de 1968, Blackhill Enterprises va anunciar Gilmour com el nou membre de la banda; amb el segon guitarrista i el seu cinquè membre, la banda pretenia continuar amb Barrett com a compositor però que no actués. Jenner comentava: "La idea era que Dave pogués... cobrir les seves [d'en Barrett] excentricitats i quan allò no va poder ser factible, Syd només anava a escriure. Només per intentar que seguís involucrat". En una demostració de la seva frustració, Barrett, del qui s'esperava que escrigués èxits addicionals a «Arnold Layne» i «See Emily Play», es presentà en una ocasió als estudis Abbey Road de Londres amb una nova cançó anomenada «Have You Got It Yet?»; però quan va tocar-la als seus companys perquè l'aprenguessin i l'acompanyessin, Barrett començà a canviar els acords contínuament, de manera que els altres membres amb prou feines podien seguir-lo. El gener de 1968, en una sessió fotogràfica dels 5 membres de Pink Floyd, els fotògrafs van mostrar a Barrett, fitant la resta des de la distància.
Finalment es va veure que treballar amb Barrett era massa difícil i, al mes de gener, les coses van arribar a un punt crític mentre anaven cap a una actuació a Southampton quan un membre de banda va demanar si havien de recollir Barrett. Segons Gilmour, la resposta va ser "Nah, no el molestem", indicant el final de recorregut de Barrett amb Floyd. Water més tard va admetre:
| «              | Ell era el nostre amic, però gran part del temps el volíem estrangular | » |
| — Roger Waters |                                                                        |   |

A principis de març de 1968, Pink Floyd es va trobar amb els socis de negocis Jenner i King per a parlar del futur de la banda; Barrett va acceptar marxar.
Jenner i King consideraven que Barrett era el geni creatiu de la banda, i decidien representar-lo i acabar la seva relació amb els Pink Floyd. Aleshores Morrison va vendre el seu negoci a NEMS Enterprises, i O'Rourke va convertir-se en el mànager personal de la banda. Blackhill va anunciar la sortida de Barrett el 6 d'abril de 1968. Després de la sortida de Barrett, la responsabilitat de la composició lírica i la direcció creativa va recaure principalment en Waters. Inicialment, Gilmour imitava la veu de Barrett en les aparicions del grup a European TV; tanmateix, mentre tocaven al circuit universitari, substituïen les cançons de Barrett per les de Waters i pel material de Wright, com per exemple «It Would Be So Nice» i «Careful With That Axe, Eugene».

#### A Saucerful of Secrets
El 1968, Pink Floyd va retornar als Abbey Road Studios per enregistrar el seu segon àlbum, A Saucerful de Secrets. El LP incloïa la contribució final de Barrett a la seva discografia, «Jugband Blues». Waters començava a desenvolupar la seva pròpia composició, contribuint amb els temes «Set the Controls for the Heart of the Sun», «Let There Be More Light» i «Corporal Clegg». Wright va compondre els temes «See-Saw» i «Remember a Day». Smith els va animar a autoproduir la seva pròpia música, i van enregistrar demos del nou material a les seves respectives cases. Amb les instruccions de Smith a Abbey Road, van aprendre com utilitzar l'estudi de gravació per realitzar la seva visió artística. Tanmateix, Smith no estava convençut de la seva música; i quan Mason lluitava per aconseguir gravar la seva part de bateria a «Remember a Day», Smith va intervenir per substituir-lo. Wright recordava l'actitud de Smith durant les sessions:
| «       | Norman va deixar en el segon àlbum... sempre estava dient coses com: "No es pot fer vint minuts d'aquest soroll ridícul. | » |
| — Mason | |   |

Com que ni Water ni Mason podien llegir les partitures de les cançons, per il·lustrar el llistat de cançons de l'àlbum, es van inventar el seu propi sistema de notació. Gilmour més tard descriuria el seu mètode com a mirar "un diagrama arquitectural".
Llançat el juny de 1968, l'àlbum incorporava una coberta psicodèlica dissenyada per Storm Thorgerson i Aubrey Powell d'Hipgnosis. La primera de diverses cobertes d'àlbum de Pink Floyd dissenyades per Hipgnosis, representava la segona vegada que EMI permetia a un dels seus grups contractar dissenyadors per al grafisme de l'àlbum. El llançament va aconseguir situar-se a la 9a posició de les llistes, romanent 11 setmanes dins les llistes del Regne Unit. Record Mirror va donar una valoració global favorable al disc, però instava als oients a "oblidar-ho com a música de fons en una festa".
John Peel va descriure una actuació en viu d'una cançó com a "una experiència religiosa", mentre NME descrivia la cançó com a "llarga i avorrida ... [amb] poc per garantir la seva direcció". L'endemà de la sortida a la venda de l'àlbum al Regne Unit, Pink Floyd va tocar al primer concert gratuït al Hyde Park. El juliol de 1968, van retornar als Estats Units per a una segona visita. Acompanyats per Soft Machine i The Who, va suposar el primer tour de Pink Floyd realment remarcable. El mes de desembre d'aquell any, van editar «Point Me at the Sky»; sense més èxit que els dos singles anteriors que la banda havia editat des de «See Emily Play», seria l'últim de la banda fins al llançament el 1973 de «Money».

#### Època de transició:MoreiUmmagumma

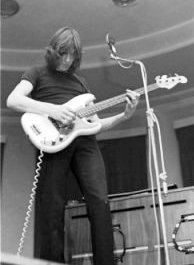
Waters actuant amb Pink Floyd a la Universitat de Leeds el 1970

Durant el 1969, el grup començà a posar les bases per a la seva primera gran metamorfosi sonora, que els permeté de passar de ser estrelles del rock psicodèlic a esdevenir els reis del rock simfònic i conceptual. La següent obra de Pink Floyd després de l'expulsió de Barrett va ser el disc More, la banda sonora de la pel·lícula More, dirigida pel director francès Barbet Schroeder i rodada en bona part a Eivissa. El dia 1 de febrer de 1969 el grup va començar a treballar als estudis Pye a Londres. El 31 de maig del mateix any, la pel·lícula More va sortir a la llum, essent premiada al Festival de Cinema de Cannes, i tot i que el film mai no va poder-se veure al Regne Unit, el 13 de juny la banda sonora de la pel·lícula va ser editada al Regne Unit, aconseguint la 9a posició a les llistes britàniques.
Poc després va aparèixer el seu primer gran àlbum, Ummagumma, que va representar un gran salt respecte a les seves obres prèvies. Va ser editat com a doble LP sota el segell de Harvest Records d'EMI; les dues primeres cares del disc contenien actuacions en viu enregistrades al Manchester College of Commerce i al Mothers, un club de Birmingham; el segon LP contenia una única contribució experimental de cada membre de banda. Ummagumma va rebre crítiques positives quan va sortir al mercat, el novembre de 1969. L'àlbum va enfilar-se fins al número 5, quedant-se 21 setmanes a les llistes del Regne Unit. Si bé More encara conserva part del regust psicodèlic dels dos primers discos, en el seu segon disc, Ummagumma, la banda ja presenta temes molt més llargs i experimentals, com a preludi de la seva incursió en el rock simfònic.

#### Atom Heart MotheriMeddle
Després d'intervenir a la banda sonora de la pel·lícula Zabriskie Point (dirigida per Michelangelo Antonioni) Pink Floyd van editar l'àlbum Atom Heart Mother el mes d'octubre de 1970, el seu primer disc amb un tema qualificable com a simfònic (el tema titular, que ocupava tota la cara A i durava gairebé 24 minuts); en Atom Heart Mother s'augmentà l'ús d'efectes electrònics i manipulacions sonores, ja insinuat al disc anterior, i també significà la primera vegada que el grup enregistrava amb acompanyament orquestral. Una versió inicial es va estrenar a França el mes de gener, però desacords sobre les mescles realitzades van impulsar el fet de contractar a Ron Geesin per resoldre els problemes sonors. Geesin treballava per millorar el resultat, però amb poca entrada creativa per part de la banda, la producció era problemàtica. Geesin finalment va completar el projecte amb l'ajut de John Alldis, que era el director del cor contractat per intervenir en la gravació. Smith va aconseguir un crèdit del productor executiu, i l'àlbum va marcar la seva contribució final oficial a la discografia de la banda. Gilmour deia que era "Una manera polida de dir que ell no ... feia res". Waters era crític amb Atom Heart Mother, afirmant que preferiria que "es llencés al cubell d'escombraries i que mai no l'escoltés ningú més." Gilmour era igualment desdenyós cap a l'àlbum i una vegada el va descriure com "una muntanya d'escombraries", manifestant: "Penso que estàvem rascant una mica el barril en aquell període."
Atom Heart Mother va tenir un èxit força important a la Gran Bretanya, aconseguint el primer número 1 de la banda, i mantenint-se 18 setmanes a les llistes d'èxits. El van estrenar oficialment el 27 de juny de 1970 al festival de Bath. Per promocionar aquest disc, el grup va iniciar la seva gira mundial més ambiciosa fins aleshores, viatjant extensivament a través d'Amèrica i Europa durant l'any 70. El 1971, els Floyd van aconseguir entrar en les posicions en una votació realitzada pels lectors de la revista Melody Maker, i per primera vegada, estaven aconseguint beneficis. Mason i Wright van ser pares i es van comprar cases a Londres, mentre que Gilmor, encara solter, es va traslladar a una granja del segle xix a Essex. Water es va instal·lar un estudi de gravació a la seva casa d'Islington en un cobert al darrer del seu jardí.
El gener de 1971, retornant de la gira d'Atom Heart Mother, Pink Floyd va començar a treballar en nou material. A causa de la falta d'un tema central, van intentar uns quants experiments improductius; l'enginyer John Leckie va descriure les sessions com a tot sovint començar a la tarda i acabar de matinada, "durant aquell temps res no s'acabaria [consumant]. No hi havia cap contacte amb el segell discogràfic en absolut, excepte quan apareixeria el seu director de la discogràfica de tant en tant amb un parell d'ampolles de vi i un parell de porros." La banda passava llargs períodes treballant en sons bàsics, o en un riff de guitarra. També van passar uns quants dies als Air Studios, intentant crear música utilitzant una gran varietat d'objectes domèstics, un projecte que revifaria a The Dark Side of the Moon i Wish You Were Here
Editat l'octubre de 1971, Meddle no solament confirma l'emergència del guitarrista solista David Gilmour com a força real dins la formació, sinó que manifesta enèrgicament i acuradament que el grup està altra vegada en la pista de creixement" escrivia Jean-Charles Costa a Rolling Stone.  NME va mencionar Meddle com a "un excepcionalment bon àlbum", triant «Echoes» com el "zenit que el Floyd s'ha estat esforçant per a aconseguir." Tanmateix, Michael Watts de Melody Maker's el va trobar decebedor, comentant que l'àlbum sembla "una banda sonora a una pel·lícula inexistent", i minimitza Pink Floyd comentant "tant so i tanta fúria, que no significa res." Meddle és un àlbum de transició entre la influència de Barrett en el grup de la fi dels anys 60 i la pujada de Pink Floyd. El disc va aconseguir la posició número 3, romanent 82 setmanes a les llistes britàniques.
Encara durant el 1972, Pink Floyd van enregistrar una pel·lícula al volcà Vesuvi, completada amb filmacions d'estudi a Londres i estrenada aquell mes de setembre, juntament amb una nova banda sonora, del film La Vallée (novament de Barbet Schroeder), que va aparèixer classificada com a nou disc oficial del grup, amb el nom Obscured by Clouds.

#### The Dark Side of the Moon

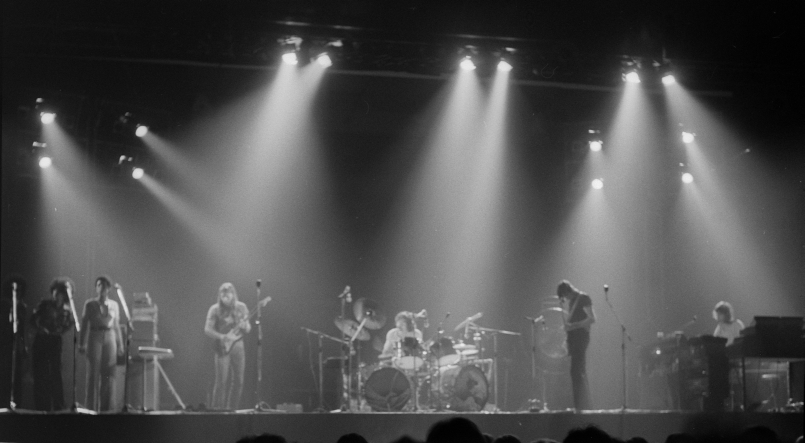
Pink Floyd durant la gira de 1973

L'any 1973 va aparèixer el primer gran disc del grup, The Dark Side of the Moon, que constitueix el primer d'una sèrie de discs conceptuals que Pink Floyd publicaria al llarg de la dècada dels 70, aquesta vegada dedicat a diverses experiències i sentiments humans, com la cobdícia («Money»), la bogeria («Brain Damage»), o el pas del temps («Time»). El disc es va gravar entre els mesos de maig de 1972 i gener de 1973, amb l'enginyer Alan Parsons de l'equip d'EMI als estudis d'Abbey Road. El títol és una al·lusió a la bogeria més que a l'astronomia. Hipgnosis va dissenyar tota la maquetació de l'àlbum, que va incloure l'icònic disseny del prisma que refracta la llum a la coberta, dissenyat per l'artista George Hardie. Al Dark Side de la coberta de Thorgerson hi apareix el pas d'un raig de llum blanca, que representa la unió, a través d'un prisma, que representa la societat. El raig de llum refractat resultat es descompon en llum de colors, simbolitzant la unitat difractada, l'absència d'unitat.
El disc va sortir al mercat el mes de maig de 1973, i el LP va esdevenir instantàniament un èxit a les llistes al Regne Unit i per tota l'Europa Occidental, aconseguint ressenyes entusiàstiques dels crítics musicals. Roy Hollingworth, de Melody Maker, va descriure la cara A com a "completament confusa... [i] difícil de seguir", però lloava la cara B, escrivint: "Les cançons, els sons, ... [i] els rítmes són sòlids... [el] saxòfon colpeix l'aire, la banda "rocked and rolled". Loyd Grossman, de Rolling Stone, el va descriure com a "un àlbum correcte amb una riquesa textural i conceptual que no només convida, sinó que demana implicació."
The Dark Side of the Moon és un dels àlbums de rock amb més èxit de tots els temps, un número 1 als Estats Units, que va romandre a les llistes Billboard 200 durant més de quaranta anys, arribant-se'n de vendre més de 40 milions de còpies arreu del món. A la Gran Bretanya, l'àlbum va aconseguir la segona posició, mantenint-se 364 setmanes dins les llistes britàniques. Encara avui és el seu disc més venut i un dels més venuts de la història; i The Dark Side of the Moon també donà un senzill d'èxit, «Money», que entrà al Top 20 americà. La seva gira posterior, Dark Side of the Moon Tour, fou molt reeixida i, de fet, la fama de l'àlbum aconseguí fins i tot augmentar les vendes dels discos anteriors.
L'èxit de l'àlbum va donar uns grans beneficis als membres de Pink Floyd. Waters i Wright van comprar grans cases de camp mentre que Mason es convertiria en un col·leccionista de cotxes cars. Desencantats amb segell discogràfic als Estats Units, Capitol Records, Pink Floyd i O'Rourke van negociar un nou contracte amb Columbia Records, que els va reportar a l'avançada un 1.000.000 de dòlars (que serien aproximadament uns 5.000.000 de dòlars actualment). A la Gran Bretanya i Europa, continuaven sent representats per Harvest Records. Capítol Records edità poc després un àlbum doble, A Nice Pair, que reuneix els dos primers discos dels Floyd.

#### Wish You Were Here
Després d'una gira pel Regne Unit tocant The Dark Side of the Moon', Pink Floyd va retornar a l'estudi el mes de gener de 1975 i van començar a treballar en el que seria el seu setè àlbum, Wish You Were Here. Alan Parson va declinar l'oferta de seguir treballant amb ells, reeixint amb el seu propi treball amb The Alan Parsons Project i, per tant, la banda va tornar a trucar a la porta de Brian Humphries. Inicialment, trobaven difícil compondre material nou; l'èxit de The Dark Side of the Moon havia deixat als Pink Floyd físicament i emocionalment exhausts. Wright més tard descriuria aquestes primeres sessions com a "caure dins d'un període difícil" i Waters les va trobar "com una tortura". Gilmour estava més interessat a millorar el material ja existent de la banda, i el matrimoni fallit de Masons el van deixar amb un malestar general i amb una sensació d'apatia que interferien amb la seva bateria.
Malgrat la manca de direcció creativa, Waters va començar a visualitzar un nou concepte després de diverses setmanes. Durant el 1974, Pink Floyd havia esbossat tres composicions originals i les havia tocat a una sèrie de concerts a Europa. Aquestes composicions van convertir-se en el punt de partida per a un àlbum nou, amb una obertura que incloïa un frasejat de quatre notes de guitarra, composta purament de casualitat per Gilmour, que a Waters li recordava a Barrett. Les cançons van proporcionar un clima adequat de l'ascensió i la caiguda posterior del seu antic company de banda. Waters va comentar: "Perquè volia arribar el més a prop possible del que sentia... [aquella] malenconia indefinible i inevitable de la desaparició de Syd."
Mentre Pink Floyd treballava en l'àlbum, Barrett es va presentar de forma imprevista a l'estudi; Thorgerson recordava que ell "seguia al voltant i parlava un mica, però no era realment allà". Ell havia canviat significativament en aparença, i la banda inicialment ni el reconeixia. Waters va explicar que estava profundament afectat per l'experiència. Gran part del Wish You Were Here es va estrenar el 5 de juliol de 1975, en un festival a l'aire lliure a Knebworth. Llençat al mercat el mes de setembre, va aconseguir el número 1 de les llistes tant al Regne Unit com als Estats Units, i, actualment està en la posició 324 (a data de 30 de juliol de 2013) de la llista dels 500 millors àlbums de la història, elaborada per la revista Rolling Stone.

#### Animals

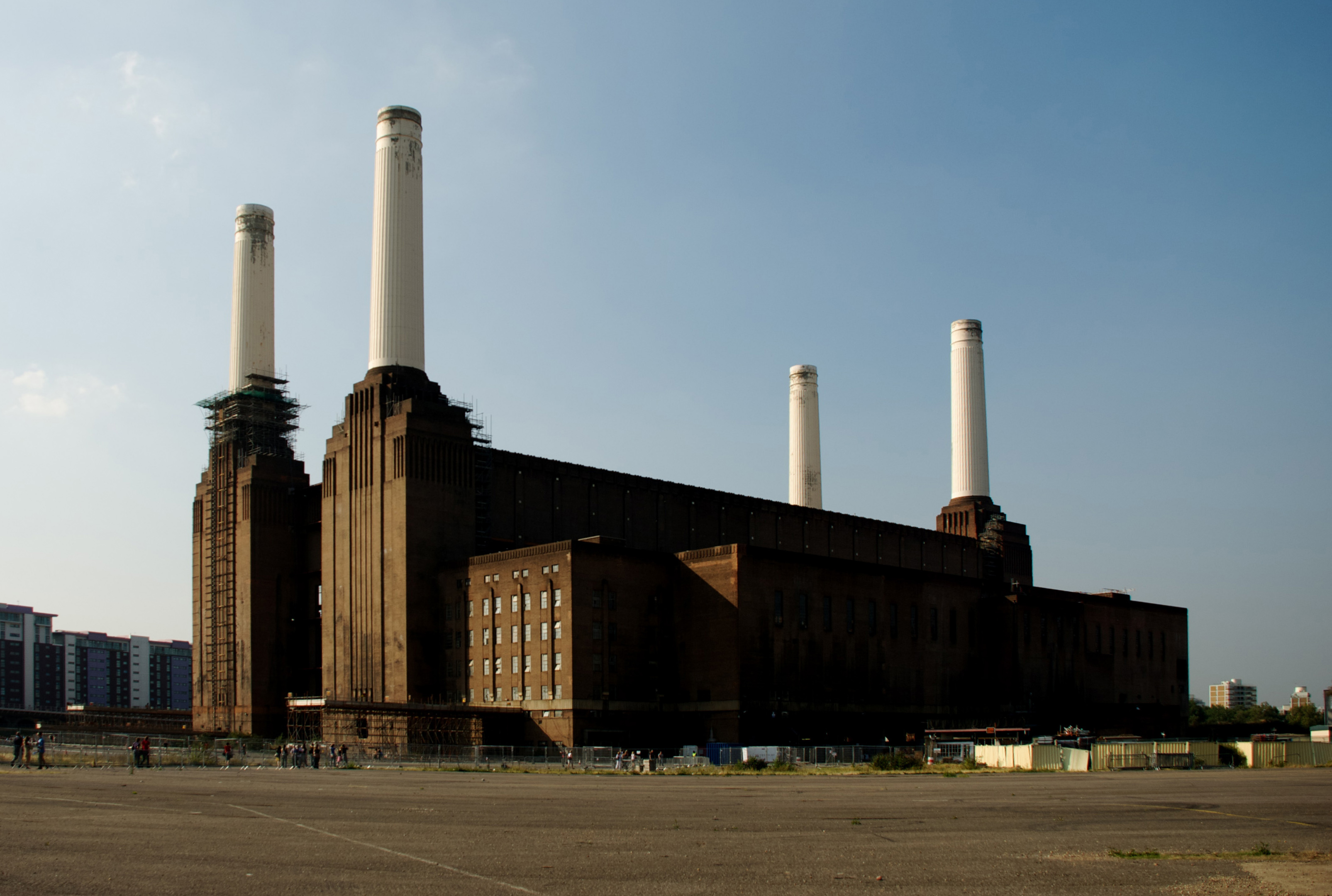
La Battersea Power Station apareixia a la imatge de coberta d'Animals

El 1975, Pink Floyd va comprar un grup de tres pisos al 35 de Britannia Row a Islington, i van començar a convertir-lo en un estudi de gravació i un espai per a emmagatzemar. El 1976, van gravar el seu vuitè àlbum, Animals, en el seu recentment estrenat estudi de 24 pistes. El concepte d'Animals va sorgir de Waters, principalment basat en la faula política La rebel·lió dels animals de George Orwell. Les lletres de les cançons de l'àlbum, plenes de metàfores sobre la condició humana, descriuen les diferents classes de la societat com a gossos, porcs i ovelles. Hipgnosis va rebre carta blanca per a dissenyar la part gràfica del nou àlbum Animals; tot i això, Waters va acabar dissenyant la versió final, escollint una imatge envellida de la Battersea Power Station, sobre la qual hi van sobreposar la imatge d'un porc volador.
El repartiment dels drets d'autor va ser una font de conflicte entre els membres de la banda, que guanyaven drets d'autor segons les cançons de les quals n'eren autors i, tot i que Gilmour era en gran part responsable de «Dogs», que ocupava gairebé una cara sencera del disc, aquest rebia menys que Waters, que va contribuir amb les dues parts molt més curtes de «Pigs on the Wing 1/Pigs on the Wing 2». Wright va comentar:
| «        | En part va ser culpa meva perquè jo no vaig aportar el meu material... però Dave va tenir' alguna cosa que oferir, i només va aconseguir un parell de coses allà. | » |
| — Wright | |   |

I Mason recordava:
| «            | Roger estava en ple desenvolupament de les idees, però en realitat estava limitant a David, frustrant-lo deliberadament. | » |
| — Nick Mason | |   |

Gilmour, distret pel naixement del seu primer fill, va col·laborar poc més en l'àlbum. De manera similar, ni Mason ni Wright no van contribuir gaire a Animals; Wright tenia problemes maritals, i la seva relació amb Waters també estava patint. Animals és el primer àlbum de Pink Floyd que no inclou cap crèdit d'escriptura per a Wright, que comentava:
| «        | Animals... no va ser divertit de fer... això va ser quan Roger realment va començar a creure que ell era l'únic compositor de la banda... que era només gràcies a ell que [nosaltres] no haviem cessat... quan va començar a desenvolupar els seus viatges a l'ego, la persona amb la qual tindria els seus conflictes era amb mi. | » |
| — Wright | |   |

El disc va sortir al mercat el mes de gener de 1977, aconseguint enfilar-se fins a la segona posició de les llistes britàniques, i a la tercera de les americanes. NME va descriure l'àlbum com "més extrem, implacable, esquinçador i clarament iconoclasta de música"", i Karl Dallas de Melody Maker va descriure'l com "[un] gust incòmode de realitat en un medi que ha convingut en aquests darrers anys, cada vegada més soporífic".
El grup va tocar molt del material que tenien durant la gira de "In the Flesh", la primera experiència de Pink Floyd tocant en grans estadis, la mida dels quals provocava inquietud en els membres del grup. Waters va començar a arribar sol als llocs, marxant immediatament després de l'actuació. En una ocasió, Wright va volar altra vegada a Anglaterra amenaçant de deixar la banda. A l'Estadi Olímpic de Mont-real, un grup d'admiradors sorollosos i entusiastes a la fila del davant de l'audiència va irritar Waters fins al punt que va arribar a escopir-ne un d'ells. El final de la gira va marcar un punt d'inflexió per a Gilmour, qui sentia que la banda aconseguia l'èxit que havien buscat, sense deixar res per fer.
Un any després de l'edició d'Animals, tant Wright com Gilmour van publicar els seus primers discos en solitari, mentre Mason continuava amb feines de productor. Waters, d'altra banda, treballà en dos projectes: el que acabaria sent el seu primer disc en solitari (The Pros and Cons of Hitch Hiking, aparegut el 1984) i el següent disc de Pink Floyd.

### 1978–85: L'era de Waters

#### The Wall
El 1978, els Pink Floyd s'adonaren que el seu comptable, Andrew Oscar Warburg, havia invertit (i perdut) bona part dels diners del grup en operacions financeres molt arriscades; aquesta situació els obligà a enregistrar el següent material a l'estranger, per tal d'eludir les pressions de la Hisenda britànica. També amb aquesta finalitat, els quatre membres del grup establiren les seves residències oficials fora de la Gran Bretanya. Tot i trobar-se enmig d'aquesta crisi financera, el juliol de 1978, Waters va presentar a la resta del grup dues idees noves per al seu proper àlbum. La primera era una demo de 90 minuts amb el títol, Bricks in the Wall, i l'altre es convertiria més tard en el primer àlbum en solitari de Waters, The Pros and Cons of Hitch Hiking. Encara que tant Mason com Gilmour eren inicialment cautelosos, van escollir la primera de les idees per al nou àlbum.
Bob Ezrin va coproduir-lo, i va escriure'n un guió de quaranta pàgines. Ezrin va basar la història en la figura central de Pink -un gestalt, un personatge inspirat per les experiències infantils de Waters, la més notable de les quals era la mort del seu pare a la Segona Guerra Mundial. Aquest primer maó metafòric conduïa a més problemes; Pink es tornaria addicte a la droga i deprimit per la indústria musical, finalment transformant-se en un megalomaníac, un desenvolupament inspirat en part en la decadència de Syd Barrett. Al final de l'àlbum, l'audiència cada vegada més feixista miraria com Pink tirava a terra la paret i, una vegada més, es convertiria en una persona normal i preocupada.
Durant l'enregistrament de The Wall, Waters, Gilmour i Mason van anar trobant-se més a desgrat amb la manca de contribucions de Wright a l'àlbum. Gilmour va dir, sobre Wright: "no havia aportat res en absolut de cap valor a l'àlbum - feia molt, molt poc" i és per això que "el van fer fora". Segons Mason, "la contribució de Rick era aparèixer i assistir a les sessions sense fer res, només 'sent un productor'." Waters comentava: "[Wright] no estava preparat per cooperar fent el disc... [i] va ser acordat per tots... bé pot tenir una llarga batalla o [ell] es posen d'acord per ... acabar de fer l'àlbum, mantenint la seva participació plena ... però al final d'ella [hauria de] deixar-ho tranquil·lament. Rick va acceptar." Concebut com una òpera rock, The Wall és, en el vessant líric, un altre disc conceptual, aquesta vegada sobre l'aïllament d'una persona a la societat, representat pel mur del títol; també, com havia vingut passant des de The Dark Side of the Moon, The Wall és quasi al 100% una obra exclusiva de Waters.
Tot i que Pink Floyd no havia editat cap single des del de 1973 «Money», «Another Brick in the Wall (Part II)» va precedir l'àlbum, aconseguint els números 1 tant dels Estats Units com del Regne Unit.
Editat el 30 de novembre de 1979, The Wall també va aconseguir enfilar-se al capdamunt de la llista Billboard dels Estats Units, i mantenir-s'hi 15 setmanes, aconseguint el número 3 a la llista britànica. The Wall manté la tercera posició a la llista dels 100 millors àlbums de la RIAA, amb 23 milions de vendes als USA. La coberta és una de les més minimalistes que tenen, amb una paret rígida de maons blanca, i cap nom de marca registrada o banda. Era també la seva primera coberta d'àlbum des de The Piper at the Gates of Dawn que havia estat dissenyada per Hipgnosis.
Per a promocionar el disc, els Pink Floyd no van realitzar una gira mundial com les dels discos anteriors, sinó que anunciaren que, a causa del seu elevat cost, només se'n farien 30 representacions, 17 de les quals a Los Angeles (6), Nova York (5) i Londres (6) durant 1980, i les 13 restants a Dortmund (8) i, novament, a Londres (5) durant 1981. Wright va participar-hi, si més no com a membre de Pink Floyd, sinó com a músic contractat; irònicament, ell fou l'únic membre del grup que tragué beneficis de la gira, que va acabar perdent uns 600.000 dòlars. Gerald Scarfe va produir una sèrie d'animacions per als subsegüents espectacles en viu, The Wall Tour. També es va encarregar de la construcció de grans ninots inflables que representen personatges de la història, incloent-hi la "Mare", l'"exdona" i el "mestre d'escola". Pink Floyd va utilitzar aquests titelles gegants durant les representacions de l'àlbum. Les relacions entre els membres de la banda es trobaven en el punt més baix de la seva història; els seus 4 Winnebago els aparcaven en cercle amb les portes mirant fora del centre. Waters utilitzava el seu propi vehicle per a arribar al lloc, i es quedava en hotels diferents que la resta de la banda.
Del concepte de The Wall també se'n va produir una pel·lícula, la idea original per la qual havia de ser una combinació de seqüències de concert en viu i escenes animades. Tanmateix, les seqüències de concert no resultaven pràctiques de filmar. Alan Parker va acceptar de dirigir-la i va prendre una aproximació diferent. Les seqüències animades romandrien, però les escenes serien actuades per actors professionals sense diàleg. Waters va fer les proves, però se'l va descartar ràpidament i li van demanar a Bob Geldof que acceptés el paper de Pink. Geldof va ser inicialment despectiu, referint-se a The Wall com a "collons". Finalment veient les perspectives de participació en una pel·lícula significativa i rebent un gran pagament per al seu treball, Geldof va acceptar. Mostrat al Festival Internacional de Cinema de Canes el maig de 1982, la première de Pink Floyd—The Wall va tenir lloc el mes de juliol de 1982 al Regne Unit. La pel·lícula acabà produint beneficis suficients per compensar les pèrdues que els havia ocasionat la gira.

#### The Final Cut
El 1982, Waters va suggerir un nou projecte musical per la banda, anomenant-lo temporalment Spare Brick; originalment va ser concebut per ser la banda sonora de Pink Floyd The Wall; tanmateix, amb el començament de la Guerra de les Malvines entre l'Argentina i la Gran Bretanya, Waters va modificar la direcció artística i va començar a escriure nou material. Waters veia la resposta de Margaret Thatcher a la invasió de les Falklands com a patriòtica i innecessària, i va dedicar el nou àlbum al seu pare. Immediatament van aparèixer discussions entre Waters i Gilmour, qui creia que l'àlbum havia d'incloure tot el material nou, en comptes de reciclar un gran nombre de cançons que s'havien deixat de banda per a The Wall. Waters sentia com si Gilmour hagués contribuït molt poc en el repertori líric de la banda. Michael Kamen, qui va contribuir als arranjaments orquestrals per a The Wall, va fer de mediador entre els dos, un rol que requeia tradicionalment en, l'actualment fora de la banda, Wright. La tensió de la banda anava creixent. Waters i Gilmour treballaven independentment; tanmateix, Gilmour començava a sentir la pressió, a vegades provocant-li que gairebé no podia mantenir la serenitat. Després d'una confrontació final, el nom de Gilmour va desaparèixer de la llista de crèdits del disc, reflectint el que sentia Waters sobre la manca de contribucions en la composició.
Encara que les contribucions musicals de Mason eren mínimes, va estar molt ocupat enregistrant efectes de so per a un sistema holofònic experimental per ser utilitzat en l'àlbum. Amb problemes maritals propis, va romandre una mica distant. Pink Floyd no va utilitzar a Thorgerson per al disseny de coberta, i va ser Waters qui va decidir dissenyar la coberta ell mateix. Amb la sortida al mercat el mes de març de 1983, The Final Cut va situar-se directament al número 1 de les llistes britàniques i a la sisena posició a les americanes. Waters va escriure'n totes les lletres, així com tota la música de l'àlbum: Gilmour no teina cap nou material preparat per a l'àlbum, i va demanar a Waters d'endarrerir la gravació fins que ell hagués escrit algunes cançons, però Waters va rebutjar-ho. Gilmour més tard comentaria:
| «               | Certament sóc culpable a vegades de tenir mandra... però ell no tenia raó al voler posar algunes pistes de fems a The Final Cut. | » |
| — David Gilmour | |   |

La revista Rolling Stone va concedir 5 estrelles a l'àlbum, amb Kurt Loder mencionant-lo com a "un assoliment majúscul... una peça mestra per coronar l'art del rock". Loder va veure The Final Cut com "essencialment, un disc en solitari de Roger Waters".

#### "A spent force" / "Una força esgotada"
Després de l'edició de The Final Cut, el distanciament entre les dues principals forces creatives de Pink Floyd (Roger Waters i Dave Gilmour) ja era abismal. Gilmour va gravar el seu segon àlbum en solitari, About Face, el 1984, i el va utilitzar per expressar els seus sentiments sobre diversos temes: des de l'assassinat de John Lennon a la seva relació amb Waters. Més tard, va manifestar que utilitzava l'àlbum per distanciar-se de Pink Floyd. Ben aviat, Waters va començar una gira de promoció del seu primer àlbum en solitari, The Pros and Cons of Hitch Hiking. Wright, amb la col·laboració del guitarrista Dave Harris, va formar el grup Zee i editaren el disc Identity, que va passar pràcticament inadvertit en el seu llançament. Fins i tot Mason enregistrà un disc Profiles, l'agost 1985) amb el guitarrista Rick Fenn.
Després que Waters declarés Pink Floyd com "una força esgotada", va contactar amb O'Rourke per mirar de resoldre el tema dels pagaments de regalies futures. O'Rourke es va sentir obligat a informar Mason i Gilmour, i això va enfurismar a Waters, que va voler acomiadar-lo com a mànager de la banda. Waters va anar després al Tribunal Suprem en un esforç per evitar l'ús del nom de Pink Floyd. Quan els seus advocats van descobrir que l'associació mai no s'havia confirmat formalment, Waters va retornar al Tribunal Suprem en un intent per a obtenir un vet sobre l'ús futur del nom de la banda. Gilmour va respondre emetent un comunicat de premsa prudentment expressat en el qual afirmava que Pink Floyd continuaria existint. Més tard es publicava al The Sunday Times: "Roger és un gos a la menjadora i lluitaré amb ell"".
A la fi de l'any 1985, Waters va escriure a EMI i Columbia declarant la seva intenció de deixar el grup, i demanant-los que l'alliberessin de les seves obligacions contractuals. Gilmour creia que Waters havia deixat el grup per a accelerar la defunció de Pink Floyd. Waters manifestaria més tard, que no fent àlbums nous, Pink Floyd incorreria en un incompliment del contracte -que suggeriria que els pagaments de regalies se suspendrien i que els altres membres de la banda l'havien forçat dins el grup amenaçant de demandar-lo. Amb el cas encara obert, Waters va acomiadar a O'Rourke i va contractar a Peter Rudge per a administrar els seus assumptes.

### 1986–95: L'era de Gilmour

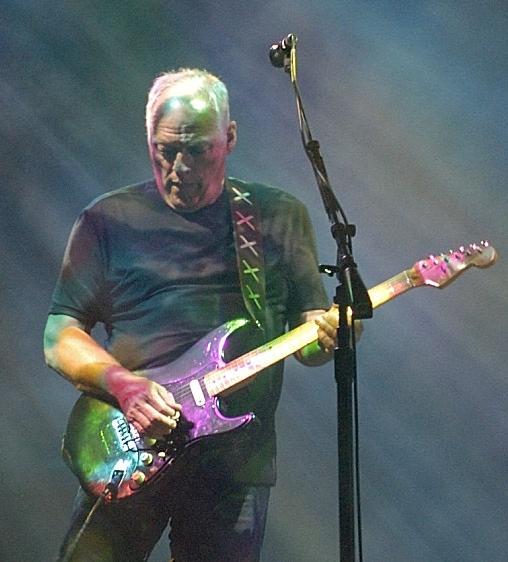
David Gilmour

#### A Momentary Lapse of Reason

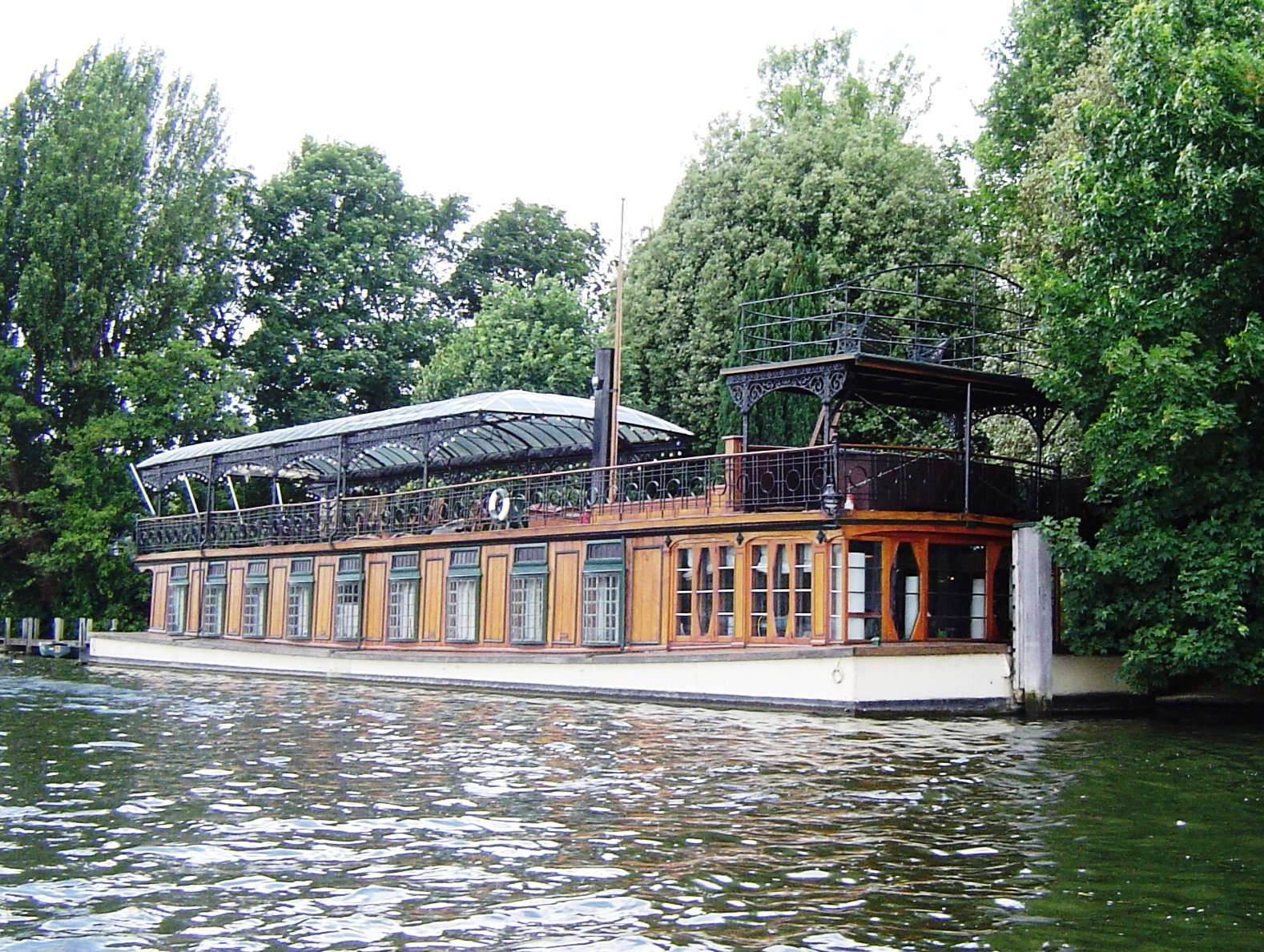
L'estudi de gravació Astoria

Després dels projectes personals en els quals Gilmour, Mason i Wright havien estat treballant entre 1984 i 1985, Gilmour i Mason es reuniren el 1986 per preparar un nou disc de Pink Floyd. Molt significativament, EMI emeté un comunicat a la fi del 1986 on s'indicava que «Pink Floyd continua viu, amb bona salut i enregistrant a Anglaterra». El 1987, Gilmour va començar a reclutar músics pel que es convertiria en el primer àlbum de Pink Floyd sense Waters, A Momentary Lapse of Reason. Hi havia obstacles legals per a la readmissió de Wright a la banda; tanmateix, després d'una reunió a Hampstead Pink Floyd va convidar Wright a participar en les següents sessions. Gilmour més tard manifestava que la presència de Wright, "ens faria més forts legalment i musicalment"; Pink Floyd el contractava com un músic de sessió amb ingressos setmanals d'11.000 dòlars. Les sessions d'enregistrament de l'àlbum van començar a la casa-vaixell de Gilmour, l'Astoria, amarrada al llarg del Tàmesi. Gilmour va treballar amb diversos compositors, incloent-hi Eric Stewart i Roger McGough, tot i que finalment van escollir Anthony Moore per tal que escrigués les lletres de l'àlbum. Gilmour admetria més tard que el projecte era difícil sense la direcció creativa de Waters. Mason, conscient que li faltava pràctica per a enregistrar l'àlbum, va utilitzar músics de sessió per a completar moltes de les parts de bateria. En canvi, es va dedicar als efectes de so de l'àlbum. Storm Thorgerson, absent en el disseny dels The Wall i The Final Cut, va dissenyar la coberta de l'àlbum. Per tal de marcar el punt en el qual Waters havia abandonat la banda, van incloure una fotografia del grup al llibret interior, la primera des de Meddle
Llançat al mercat el mes de setembre de 1987, va aconseguir directament la tercera posició a les llistes britànica i americana. Waters va comentar:
| «              | Crec que és fàcil, però una falsificació molt intel·ligent... Les cançons són pobres en general... [i] les lletres de Gilmour són de tercera categoria. | » |
| — Roger Waters | |   |

Encara que Gilmour inicialment veia l'àlbum com un retorn a la primera forma de la banda, Wright estava en desacord, manifestant: "Les crítiques de Roger són justes. No és gens ni mica un àlbum de la banda." La Revista Q va descriure'l com essencialment, un àlbum provinent de l'esforç en solitari de Gilmour.
La gira de promoció que van fer per a l'àlbum, The Division Bell Tour, va tenir un començament dur, ja que Waters va provar de boicotejar-la contactant amb els promotors als Estats Units i amenaçant de demandar-los si utilitzaven el nom de Pink Floyd. Gilmour i Mason van finançar el cost inicial amb Mason utilitzant el seu Ferrari 250 GTO com a aval. Els primers assajos de la gira van ser caòtics, amb Mason i Wright totalment en baixa forma. Quan es va adonar que havia acceptat massa feina, Gilmour va demanar ajuda a Bob Ezrin. Com que Pink Floyd va anar tocant per tot Amèrica del Nord, la gira Radio K.A.O.S. de Waters, de tant en tant es trobava molt a prop, tot i que en llocs molt més petits que els escenaris on actuava la seva anterior banda. Waters va cursar una demanda per a les indemnitzacions per l'ús que la banda feia dels porcs voladors. El grup va respondre adjuntant sota els porcs voladors uns grans genitals masculins, per tal de distingir-los dels inflables de Waters. Les parts van arribar a un acord legal el 23 de desembre; Mason i Gilmour van aconseguir el dret d'utilitzar el nom de Pink Floyd a perpetuïtat, i Waters rebia drets exclusius d'altres coses, entre ells del The Wall.
La gira que va seguir al llançament del disc (en total, 155 concerts arreu del món durant 1988) va quedar immortalitzada amb l'enregistrament del doble àlbum en directe Delicate Sound of Thunder, que recull l'actuació del grup a Long Island. Poc després, Waters "replicà" amb l'enregistrament d'un doble disc i vídeo anomenat The Wall: Live in Berlin 1990, on reconstruí tot el muntatge escènic de The Wall en un concert celebrat a Berlín, amb motiu de la caiguda del mur.

#### The Division Bell

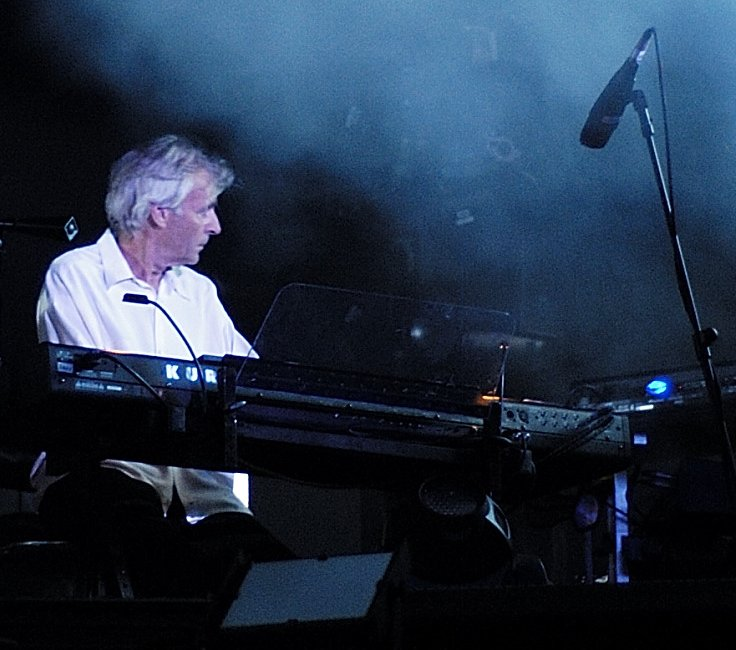
Richard Wright

Durant uns quants anys, Pink Floyd va estar treballant en els seus propis projectes personals, com per exemple filmar i competir a la Carrera Panamericana, una cursa automobilística a Mèxic; i enregistrar una banda sonora per a una pel·lícula basada en l'esdeveniment, on Wright i Mason tornaren a intervenir com a compositors, per primera vegada en molts anys. El 1992 va aparèixer Shine On, una capsa amb reedicions dels discs del grup, des de A Saucerful of Secrets fins a A Momentary Lapse of Reason, juntament amb un disc que contenia tots els senzills, anomenat The early singles. El gener de 1993, van començar a treballar en un nou àlbum, tornant als estudis de Britannia Row, on per a uns quants dies, Gilmour, Mason i Wright van treballar de forma col·laborativa, improvisant material. Després d'aproximadament dues setmanes, la banda tenia prou idees per començar a compondre noves cançons. Ezrin va retornar per coproduir l'àlbum i la producció es va moure cap a l'Astoria, on des de febrer fins a maig de 1993, van treballar en unes vint-i-cinc idees.
Contractualment, Wright no era un membre de la banda; comentava: "Estava gairebé en el punt que no anava a participar en l'àlbum". Tanmateix, va guanyar-se cinc crèdits de coescriptura a l'àlbum, els seus primers en un àlbum de Floyd des del Wish You Were Here de 1975. Un altre compositor amb crèdits en l'àlbum va ser la que aleshores era la parella de Gilmour, Polly Samson. Va ajudar-lo a escriure diverses cançons, incloent «High Hopes». Ells van contactar a Michael Kamen per arranjar les parts orquestrals de l'àlbum; i Dick Parry i Chris Thomas també van retornar. L'escriptor Douglas Adams va proporcionar el títol de l'àlbum i Thorgerson el disseny de la coberta. Per a la coberta de l'àlbum, Thorgerson va inspirar-se en els monòlits de Moais de l'Illa de Pasqua; dues cares que s'oposen que formen una tercera cara sobre la qual comentava: "la cara fantasma dels absents del passat de Pink Floyd, Syd i Roger". Frisós d'evitar competir en contra d'altres edicions d'àlbums, com havia passat amb A Momentary Lapse, Pink Floyd va posar-se un termini, l'abril de 1994, moment en el qual tornarien a realitzar una gira. L'àlbum va aconseguir la primera posició a ambdós costats de l'Atlàntic, i va romandre 51 setmanes dins les llistes britàniques.
La banda va passar més de dues setmanes assajant en un hangar a la Norton Air Force Base a San Bernardino, Califòrnia, abans d'iniciar la gira el 29 de març de 1994, a Miami, amb un grup de treball gairebé idèntic per a la gira que en la gira de Momentary Lapse of Reason Van tocar una gran varietat de grans temes de Pink Floyd, i més tard van canviar el seu setlist per a incloure The Dark Side of the Moon completa. La gira va incloure un concert a Barcelona el 27 de juliol de 1994, i finalment va acabar el 29 d'octubre de 1994, amb l'actuació final a l'Earls Court, que seria l'últim concert de l'última gira de Pink Floyd. S'estima que van vendre al voltant de 5,3 milions d'entrades i que van recaptar uns 100 milions de dòlars.

### Trajectòria a partir de 1996

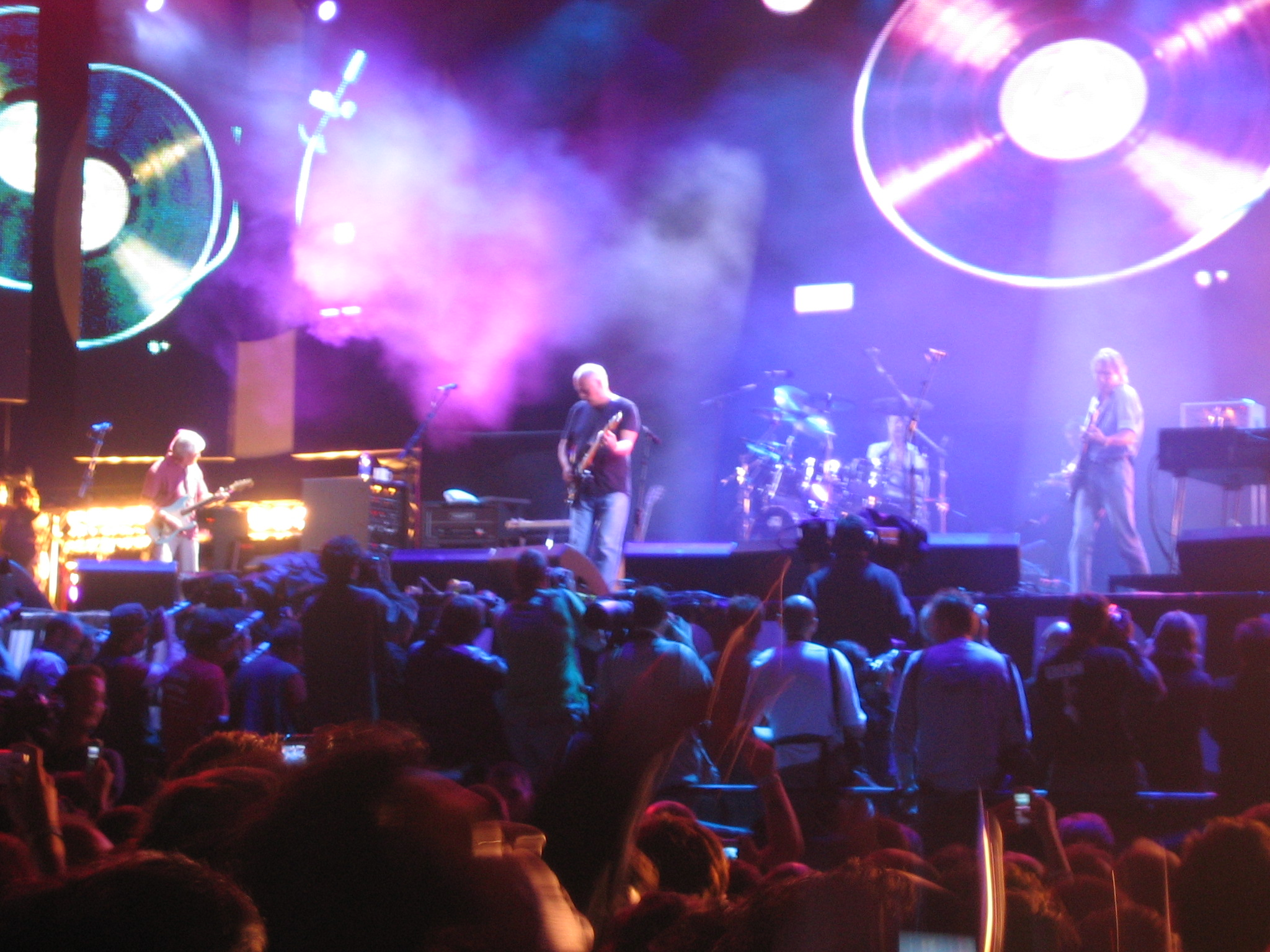
Waters (dreta) es va tornar a reunir amb els seus companys de banda al Live 8.

El 17 de gener de 1996 Pink Floyd va entrar al Rock and Roll Hall of Fame, amb Billy Corgan, dels Smashing Pumpkins. El 2000 aparegué un enregistrament en directe de la breu gira de presentació de The Wall durant 1980 i 1981, publicat amb el nom d'Is There Anybody Out There?. Un any després aparegué el doble disc de recopilació Echoes.
El dissabte 2 de juliol de 2005, Waters, Gilmour, Mason i Wright van actuar junts com a Pink Floyd per primera vegada en més de 24 anys, al concert de Live 8 al Hyde Park de Londres. L'organitzador, Bob Geldof, va convocar la reunió, després de trucar Mason temps abans aquell any per explorar la possibilitat de la seva reunificació per a l'esdeveniment. Geldof ho va preguntar a Gilmour, qui inicialment va declinar l'oferta, i després va demanar a Mason que intercedís en nom seu. Mason va declinar-ho, però va contactar amb Waters, qui immediatament es va entusiasmar. Waters va trucar aleshores a Geldof per parlar de l'esdeveniment, que havia de tenir lloc un mes després. Prop de dues setmanes després, Waters va trucar Gilmour - va ser la seva primera conversa en 2 anys - i l'endemà, aquest últim acceptava. Gilmour va contactar aleshores amb Wright que va acceptar immediatament. En la seva primera roda de premsa, van remarcar la insignificança dels problemes de la banda en el context de l'esdeveniment de Live 8.
Van planejar el seu setlist a l'hotel The Connaught de Londres, seguit per tres dies d'assajos als Black Island Studios. Les sessions eren problemàtiques, amb desacords menors sobre l'estil i el ritme de les cançons que estaven assajant; l'ordre definitiu de cançons es va decidir a vigílies de l'esdeveniment. Al començament de la seva actuació, Waters es va dirigir a l'audiència i va dir:
| «              | [És] molt emotiu, de peu aquí amb aquests tres nois després de tots aquests anys, de peu per a ser explicat amb la resta de vosaltres... estem fent això per a tothom que no és aquí, i sobretot, és clar, pel Syd. | » |
| — Roger Waters | |   |

Al final del concert, Gilmour va agrair a l'audiència i va començar a marxar fora de l'escenari. Waters el va cridar perquè tornés, i la banda es va unir en una gran abraçada. Imatges d'aquella abraçada van ser les preferides entre els diaris del diumenge després del Live 8. Waters va comentar sobre els gairebé 20 anys d'animositat: "Jo no crec que cap de nosaltres sortís dels anys a partir de 1985 amb gaire crèdit... Va ser un mal moment, negatiu, i em penedeixo de la meva part en aquesta negativitat".
Tot i Pink Floyd va rebutjar un contracte per valor de 136 milions de lliures per una última gira, Waters no descartava més actuacions, el que suggereix que hauria de ser únicament per a un esdeveniment de caritat. Malgrat això, Gilmour va dir a Associated Press que la reunió no tindria lloc, comentant: 
| «               | Els assaigs [del Live 8] em van convèncer que no era una cosa que volgués fer moltes vegades... Hi ha hagut tot tipus de moments de comiat a les vides i les carreres de la gent, que s'han rescindit, però crec que puc dir de forma categòrica que no hi haurà un tour o un nou disc on participi. No té res a veure amb l'animositat ni res d'això. És només que... He estat allà, ho he fet. | » |
| — David Gilmour | |   |

Barrett va morir el 7 de juliol de 2006 a casa seva a Cambridgeshire, a l'edat de 60. La seva família el va enterrar al Cambridge Crematorium el 18 de juliol de 2006; cap dels membres de Pink Floyd hi van assistir. Després de la mort de Barrett, Wright va comentar: "La banda està, naturalment, molt preocupada i trista quan ha sabut la mort de Syd Barrett. Syd era la llum que va guiar la primera formació de la banda, i deixa un llegat que continua inspirant." Encara que Barrett s'havia esvanit a obscuritat durant els 35 anys previs, la premsa nacional el va lloar per les seves contribucions a la música. Wright va morir de càncer el 15 de setembre de 2008, a l'edat de 65. Després de la seva mort, els companys de la banda el van lloar per la seva influència en el so de Pink Floyd.
El 10 de juliol de 2010, Waters i Gilmour van actuar junts en un esdeveniment de caritat de la Hoping Foundation. L'esdeveniment, que recollia diners per als nens palestins, va tenir lloc al Kiddington Hall a Oxfordshire, Anglaterra, on van tocar davant una audiència d'aproximadament 200 persones. A canvi de l'aparició de Waters en l'esdeveniment, Gilmour va accedir a tocar «Comfortably Numb» en un dels concerts de Waters de la gira The Wall Live. El 12 de maig de 2011, a l'O2 Arena de Londres, Gilmour va complir el seu acord amb Waters. Gilmour va cantar les dues primeres estrofes i va tocar els dos solos de guitarra. Cap al final del concert, després de la caiguda del mur, Waters va dir a l'audiència: "Ara sabem que aquesta nit és la nit en la qual David m'ha concedit l'enorme honor de venir a tocar 'Comfortably Numb' amb mi. Així que, si us plau, doneu la benvinguda a David Gilmour!... Per una estranya i extraordinària feliç coincidència, hi ha un altre romanent de la nostra vella banda aquí aquesta nit. Si us plau, doneu la benvinguda a l'escenari al Sr. Nick Mason!" Gilmour i Mason, amb una mandolina i una pandereta, van unir-se a Waters i la resta de la seva banda per a tocar «Outside the Wall».

### The Endless River
El 2012, Gilmour i Mason van decidir recuperar enregistraments fet amb Wright, principalment durant les sessions per a The Division Bell amb la idea de crear un nou àlbum de Pink Floyd. Van reclutar a músics de sessió per ajudar a gravar noves peces i "en general, aprofitar la tecnologia d'estudi". I Waters no hi estava involucrat. Mason va descriure l'àlbum com un homenatge a Wright:
| «            | Crec que aquest disc és una bona manera de reconèixer el molt que feia i com la seva forma de tocar era al cor del so de Pink Floyd. Escoltar de nou a les sessions, realment em va portar a veure quin músic més especial que era. | » |
| — Nick Mason | |   |

El 5 de juliol del 2014, Polly Samson, l'esposa de David Gilmour, va revelar a Twitter que un nou àlbum de Pink Floyd titulat The Endless River, amb gravacions de les sessions d'enregistrament de 1994 amb Rick Wright i altres cançons, estava previst per al mes d'octubre del 2014. Poc després, la que va ser durant molt temps corista de Pink Floyd, Durga McBroom, va revelar a Facebook que la base de la música en el nou àlbum seria fonamentalment el projecte instrumental gravat al mateix temps que The Division Bell, conegut com a The Big Spliff, incloent-hi més treball realitzat per Gilmour i Mason des d'aleshores. McBroom també va revelar que no hi havia cap planificació d'una gira, i que Guy Pratt, el baixista de Pink Floyd des de 1986, hi estava també involucrat, fet que indicava que probablement seria la composició del grup de Pink Floyd des de A Momentary Lapse of Reason i The Division Bell. I també es va mencionar que no es coneixia que Roger Waters hi estigués involucrat. Els detalls s'anunciaren al lloc web de Pink Floyd el 7 de juliol, i es va descriure com a principalment música ambient i instrumental.
Va ser editat el 7 de novembre de 2014; és el segon àlbum de Pink Floyd distribuït sobre el segell de Parlophone, després del llançament de l'edició del 20è aniversari de The Division Bell a principis de 2014. Va esdevenir l'àlbum amb més pre-compres de la història d'Amazon UK, i va debutar amb el número 1 a les llistes de diversos països. L'edició en vinil el llançament amb les vendes més ràpides al Regne Unit del 2014, i el més ràpid des de 1997. L'àlbum va rebre crítiques diverses.
Gilmour va declarar que The Endless River era l'últim àlbum de Pink Floyd, comentant: "Crec que hem aconseguit arreplegar el millor del que hi ha ... és una llàstima, però això és el final". No hi va haver gira per recolzar l'àlbum, ja que Gilmour va dir que era "impossible" sense Wright. L'agost de 2015, Gilmour va reiterar que Pink Floyd ja estava "acabat i que reunir-se sense Wright "seria equivocat".

### "Hey, Hey, Rise Up!" (2022)

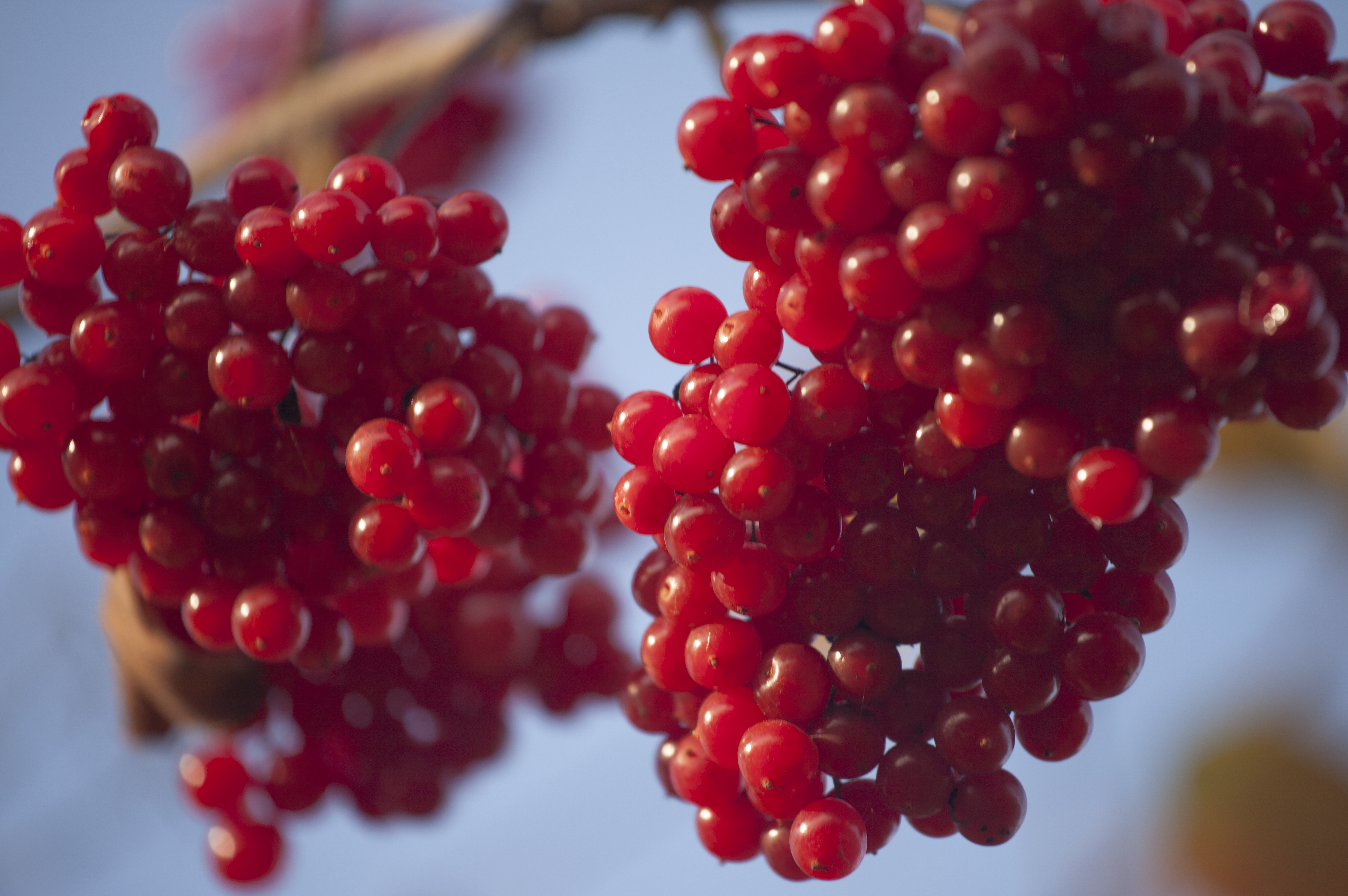
Baies vermelles Viburnum. A les cultures eslaves orientals Viburnum opulus o kalyna s'utilitza per representar la bellesa d'una dona jove.

El març de 2022, Gilmour i Mason es van tornar a reunir com a Pink Floyd, juntament amb el baixista Guy Pratt i el teclista Nitin Sawhney, per gravar el senzill «Hey, Hey, Rise Up!» per recaptar fons en suport a la situació d'Ucraïna després de la invasió russa. El nou tema, inclou la veu del cantant ucrainès de BoomBox, Andriy Khlivnyuk, extreta d'un vídeo d'Instagram d'ell cantant a Kíiv la cançó popular ucraïnesa del 1914 "El Viburn vermell al prat" (en anglès, "The Red Viburnum").
Khlivnyuk estava de gira als Estats Units quan va esclatar la guerra, cancel·là la gira per tornar, i defensar el seu país. El cantant ucrainès va publicar un vídeo a la xarxa d'Instagram, on cantava a cappella davant la catedral de Santa Sofia de Kíiv, la cançó que també apareix en el tema de Pink Floyd, popularitzada durant la Primera Guerra Mundial. Això va impactar Pink Floyd, i els va portar a incloure les imatges en la gravació en el seu videoclip.
Els ingressos del senzill, que es va publicar el 7 d'abril, aniran a Ukraine Humanitarian Relief Fund. Gilmour va dir que la guerra l'havia inspirat a editar un nou tema com a Pink Floyd ja que es "vital" per augmentar la consciència. Sobre el tema, Gilmour comenta:
| «               | Espero que rebi un ampli suport i publicitat. Volem recaptar fons per a organitzacions benèfiques humanitàries i ajudar a elevar la moral. Volem expressar el nostre suport a Ucraïna i, d'aquesta forma, demostrar que la major part dle món pensa que és totalment erroni que una superportència invaeixi el país democràtic independetn en que s'ha convertit Ucraïna | » |
| — David Gilmour | |   |

Sobre la composició i gravació del tema Gilmour va comentar: "Vam gravar el tema i el vídeo al nostre graner, on vam fer totes les nostres transmissions en directe de Von Trapped Family durant el confinament. És la mateixa sala on vam fer les 'Barn Jams' amb Rick Wright el 2007. Janina Pedan va fer el set en un dia i vam tenir Andriy cantant a la pantalla mentre tocàvem, així que tots quatre vam tenir un vocalista, encara que no un que estigués físicament amb nosaltres." Gilmour ja havia tocat amb la banda de Khlyvnyuk el 2015, com a part d'un concert benèfic per al Belarus Free Thatre. La veritat és que aquest darrer estava a meitat d'una gira americana quan va esclatar la guerra. Ràpidament, va tornar a la seva pàtria per lluitar contra els russos.
Pink Floyd ja havia retirat la seva música dels serveis de streaming a Rússia i Belarús. El seu treball amb Waters es va mantenir, la qual cosa va portar a l'especulació que Waters havia bloquejat la seva eliminació; Gilmour només va dir que "estava decebut ... Interpreteu-ho com vulgueu."
El videoclip de «Hey, Hey, Rise Up!» és obra del director i guionista Mat Whitecross, mentre que la caràtula del senzill, dissenyada per l'artista cubà Yosan León, porta el dibuix d'un gira-sol, la flor nacional d'Ucraïna.

## Formacions de Pink Floyd

### Membres desapareguts de Pink Floyd
El dia 7 de juliol de 2006 Syd Barrett va morir a Cambridge, amb 60 anys, d'un càncer de pàncrees.
El dia 15 de setembre de 2008 Richard Wright va morir, també de càncer, a l'edat de 65 anys.

### Col·laboradors
Alguns dels principals col·laboradors de la banda Pink Floyd al llarg dels anys han estat:
- Músics de sessió:
  - Roy Harper (vocalista a «Have a Cigar»)
  - Rom Geesin (orquestrador i compositor d'«Atom Heart Mother»)
  - Michael Kamen (orquestador i teclista a The Wall i The Final Cut)
  - Tony Levin (baixista i chapman stick a A Momentary Lapse of Reason)
  - Guy Pratt (baixista i vocalista en el disc The Division Bell)
  - Bob Ezrin (productor, compositor i teclista a The Wall)
  - Jon Carin (compositor i multinstrumentista. Des de 1987 a 1994)
  - Dick Parry (saxòfon a The Dark Side of the Moon, Wish You Were Here i The Division Bell)
  - Tim Renwick (guitarrista. Des de 1987 a 1994)
  - Gary Wallis (ajudant de percussió per a The Division Bell)
  - Clare Torry (vocalista a «The Great Gig in the Sky»)
- En viu:
  - Scott Page (saxòfon i guitarra durant la gira de A Momentary Lapse of Reason)
  - Snowy White (guitarrista per a les gires d'Animals i The Wall)
- Disseny dels discs:
  - Storm Thorgerson (il·lustrador de diverses portades dels seus àlbums)
  - Gerald Scarfe (il·lustrador de la portada de l'àlbum The Wall)

## Estil musical

### Gènere musical
Considerat com un dels primers grups britànics de música psicodèlica, Pink Floyd va començar la seva carrera a l'avantguarda de l'escena musical londinenca underground. Alguns categoritzen la seva obra d'aquella època com a rock espacial. Segons la revista Rolling Stone: "El 1967, havien desenvolupat un so inconfusiblement psicodèlic, realitzant llargues composicions fetes a mesura que tocaven el hard rock, el blues, la música country, el folk i la música electrònica". Editada el 1968, la cançó «Careful With That Axe, Eugene» va ajudar a galvanitzar la seva reputació com a grup d'art rock. Alguns crítics també descriuen el seu estil com a àcid rock. A final de l'any 1969, la premsa havia començat a etiquetar la seva música com a rock progressiu. O'Neill Surber comentava sobre la música de Pink Floyd:
| «                | Rarament trobarà Floyd fent servir ritmes enganxosos, melodies prou curtes per a sonar en antena, o predictibles progressions de tres acords de blues; i mai els trobarà gastant molt de temps en les farinetes habituals del pop romàntic, en festes, o auto-bombo publicitari. El seu univers sonor és expansiu, intens, i desafiant... On la majoria de les altres bandes encaixen polidament les cançons amb la música, les dues formant una espècie de totalitat autònoma i sense costures completada amb ritmes memorables, Pink Floyd tendeix a establir dins de la lletra un so més ampli, que sovint sembla tenir una vida pròpia... Pink Floyd empra llargs i independents frases instrumentals que mai són mers vehicles per a mostrar virtuositat, sinó components planificats i integrals de l'actuació. | » |
| — O'Neill Surber | |   |

El 1968, Wright feia comentaris sobre la reputació sonora de Pink Floyd: "És dur de veure per què se'ns mostrava com el primer grup psicodèlic britànic. Mai no ens vèiem en aquell camí... ens adonàvem que només estàvem jugant, després de tot, per a passar-nos-ho bé... sense estar lligats a cap forma particular de música, nosaltres podríem fer qualsevol cosa que volguéssim... l'èmfasi... fermament [és] sobre espontaneïtat i improvisació." Waters donava una avaluació menys entusiasta del primer so de la banda: "No hi havia res 'gran' sobre això. Érem irrisoris. Érem inútils. No podíem jugar a tot, així havíem de fer alguna cosa estúpida i 'experimental'... Syd era un geni, però no voldria tornar a jugar a "Interstellar Overdrive" durant hores i hores." Sense restriccions de formats pop convencionals, Pink Floyd eren innovadors del rock progressiu durant els anys setanta i de la música ambiental durant els anys 1980.

### L'obra de guitarra de Gilmour
"Mentre que Waters va ser lletrista i conceptualista de Floyd, Gilmour va ser la veu de la banda i el seu principal enfocament instrumental."
Un element integral del so de Pink Floyd, que els crítics han elogiat, és el treball guitarrístic de David Gilmour. Rolling Stone el va situar en la 14a posició a la seva llista dels «100 Greatest Guitarists of All Time» (100 millors guitarristes de tots els temps) i l'escriptor Alan di Perna el va descriure com el guitarrista més important dels setanta, anomenant-lo com «l'enllaç perdut entre Hendrix i Van Halen». El 2006, Gilmour comentava sobre la seva tècnica de tocar: «[Els meus] dits fan un so distintiu... [ells] no són gaire ràpids, però penso que és recognoscible instantàniament... La manera com toco les melodies està connectada a altres com Hank Marvin i The Shadows».
L'enforcament en els solos de guitarra del més és menys de Gilmour, i la seva capacitat d'utilitzar menys notes que la majoria per expressar-se sense sacrificar la força o la bellesa, li van valer una comparació favorable amb el trompetista de jazz Miles Davis.
El 2006, l'escriptor de Guitar World Jimmy Brown va descriure l'estil de la guitarra de Gilmour com a «caracteritzat per senzills però profunds riffs; solos valents i bon ritme, i riques textures d'acords ambientals.»
Segons Brown, als solos de Gilmour a «Money», «Time» i «Comfortably Numb» «tallàvem a través de les mescles com un raig làser a través de la boira.» Brown va descriure el solo de «Time» com «una peça mestra del parafrasejat i el desenvolupament motívic... El mateix Gilmour passa de tot i es basa en la idea inicial de saltar al registre superior amb punyent un-i-una-meitat "sobre corbes", commovedors arpegis triples i una barra de vibrato normalment impecable.» Brown va descriure el sentit del parafrasejat de Gilmour com a intuïtiu, triant-lo com, segurament, el seu millor avantatge com a guitarrista solista. Gilmour va explicar com aconseguia el seu to de signatura:
| «               | Acostumo a utilitzar una caixa de fuzz, un delay i un ajust brillant de l'EQ... [per aconseguir que] la melodia se sostingui... necessites tocar fort -en o prop del llindar de retorn. És només que és més divertit per tocar... quan les notes doblades tallen a través teu com una fulla d'afaitar. | » |
| — David Gilmour | |   |

### Experimentació sònica
Durant la seva carrera, Pink Floyd va experimentar contínuament amb el seu so. El seu segon single, «See Emily Play» es va estrenar al Queen Elizabeth Hall a Londres, 12 de maig de 1967; durant la presentació, el grup va utilitzar per primera vegada un dels primers dispositius quadrafònics anomenat Azimuth co-ordinator. El mecanisme permetia al controlador, normalment Wright, manipular el so amplificat de la banda, combinat amb cintes enregistradores, projectant els sons 270 graus al voltant d'un lloc, aconseguint un efecte de remolí sònic. El 1972, adquirien un PA construït de forma personalitzada que tenia uns quatre canals millors i un sistema 360 graus.Mason 2005, p. 169
Waters experimentava amb els sintetitzadors EMS Synthi A i VCS 3 en peces de Pink Floyd com «On the Run», «Welcome to the Machine», i «In the Flesh?». Utilitzava un efecte d'eco de Binson Echorec 2 en la seva pista de baix elèctric en «One of These Days»
Pink Floyd va utilitzar efectes de so innovadors i tecnologia moderna d'enregistrament d'àudio durant l'enregistrament de The Final Cut. Les contribucions de Mason a l'àlbum estaven gairebé limitades a treballar amb el sistema Holophonic experimental, una tècnica de processament d'àudio utilitzada per a simular un efecte tridimensional. El sistema utilitzava una cinta estèreo convencional per a produir un efecte que semblava que mogués el so al voltant del cap de l'oient quan estaven portant auriculars. El procés permetia a un enginyer simular el moviment del so al darrere, a dalt o al costat de les orelles de l'oient.

### Bandes sonores
Pink Floyd també va compondre diverses bandes sonores, començant l'any 1968, amb The Committee. El 1969 van enregistrar els temes per a la pel·lícula de Barbet Schroeder More. La banda sonora va resultar molt beneficiosa; no només perquè estava ben pagada, sinó per què juntament amb A Saucerful of Secrets, el material que van crear va passar a formar part dels seus espectacles en directe poc temps després. Mentre componien la banda sonora per a la pel·lícula de Michelangelo Antonioni, Zabriskie Point, la banda es va allotjar en un luxós hotel a Roma durant gairebé un mes. Waters afirmava que, sense els canvis constants d'Antonioni a la música, haurien completat el treball en menys d'una setmana. Finalment van utilitzar només tres dels enregistraments. Una de les peces que va descartar Antonioni, anomenada «The Violent Sequence», més tard ens va convertir en «Us and Them», peça que es va incloure el 1973 a The Dark Side of the Moon. El 1971, la banda va treballar altra vegada amb Schroeder per a la pel·lícula La Vallée, per a la qual van editar un àlbum de la banda sonora anomenat Obscured by Clouds. Van compondre el material en aproximadament una setmana als estudis del Castell d'Hérouville, prop de París, i a la seva sortida al mercat el 17 de juny de 1972, es va convertir en el primer àlbum de Pink Floyd en aconseguir entrar al top 50 de la classificació americana del Billboard (va assolir la 42a posició).

## Actuacions en directe

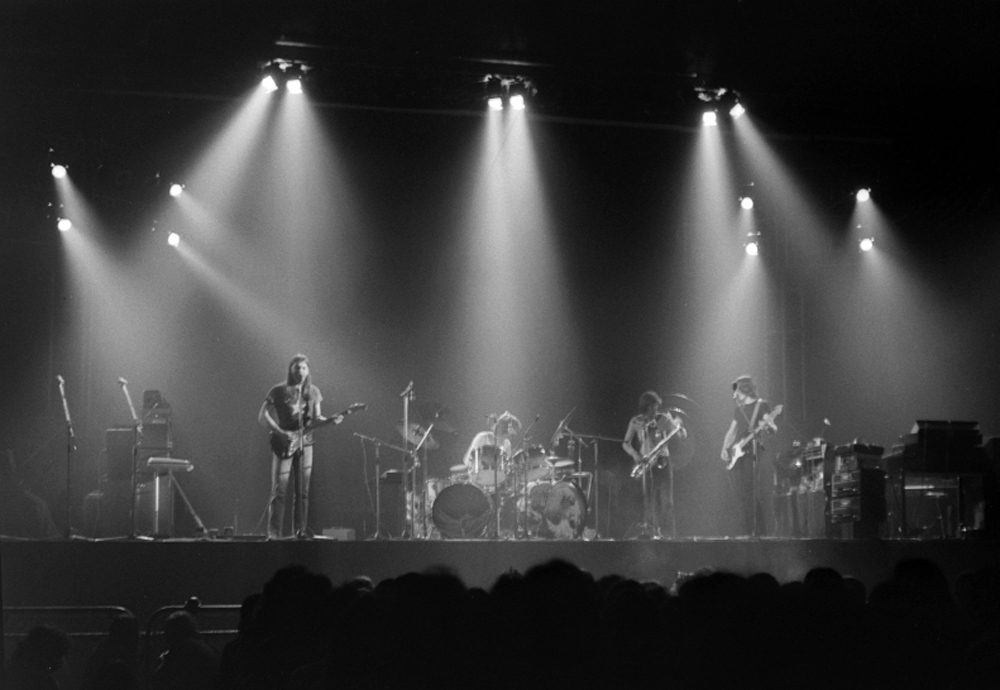
Concert en directe del The Dark Side of the Moon a l'Earls Court, poc després de l'edició el 1973: (e-d) Gilmour, Mason, Wright, Waters

Considerats com a pioners de les actuacions de música en viu i coneguts pels seus espectacles de luxe, Pink Floyd també va establir un alt nivell pel que fa a la qualitat de so, fent ús d'efectes de so i sistemes innovadors d'altaveus quadrafònics. Des dels seus primers dies, van emprar efectes visuals per a acompanyar la seva música de rock psicodèlic mentre actuaven en escenaris com el UFO Club a Londres. Les seves presentacions i efectes de llum van ser un dels primers en el rock britànic, i els va ajudar a ser populars en el Londres underground.
Per celebrar la sortida de la revista de la London Free School, l'International Times, van actuar davant 2.000 persones a l'entrada del Roundhouse, on van assistir celebritats com Paul McCartney i Marianne Faithfull. A meitats de 1966, el mànager de gires Peter Wynne-Willson es va unir al seu equip de gires, i va actualitzar el sistema d'il·luminació de la banda amb algunes idees innovadores que incloïen l'ús de polaritzadors i miralls. Després del seu contracte amb EMI, Pink Floyd va comprar una furgoneta Ford Transit, llavors considerada un transport per a una banda força extravagant. El 29 d'abril de 1967, van encapçalar un esdeveniment de tota la nit anomenat The 14 Hour Technicolour Dream a l'Alexandra Palace de Londres. Pink Floyd va arribar a la festa al voltant de les tres del matí després d'un llarg viatge en furgoneta i ferri des dels Països Baixos, pujant a l'escenari just quan el sol començava a sortir. El juliol de 1969, precipitats per la seva música i lletres relacionades amb l'espai, van participar en la cobertura televisiva en directe de la BBC de l'allunatge de l'Apollo 11, interpretant una peça instrumental que van anomenar «Moonhead».
El novembre de 1974, van emprar per primera vegada la pantalla gran circular que es convertiria en un element bàsic dels seus espectacles en viu. El 1977, van fer ús d'un gran porc flotant inflable anomenat "Algie". Ple d'heli i propà, Algie, mentre surava per sobre de l'audiència, va esclatar amb un fort soroll durant el In the Flesh Tour. El comportament de l'audiència durant la gira, així com la gran grandària dels llocs, va tenir una forta influència en el seu àlbum conceptual The Wall. El posterior The Wall Tour incorporava un alt mur de 12 metres, elaborat a partir de maons de cartró, que es construïa entre la banda i el públic. Es projectaven animacions sobre la paret, mentre que les llacunes permetien a l'audiència veure diverses escenes de la història. Es va encarregar la creació de diversos inflables gegants per a representar els personatges de la història. Una característica notable de la gira va ser l'actuació quan interpretaven «Comfortably Numb». Mentre Waters cantava el seu primer vers, en la foscor, Gilmour esperava el seu senyal a la part superior de la paret. Quan arribava, el revelaven les brillants llums blaves i blanques de sobre. Gilmour estava sobre una caixa de transport amb rodes, una instal·lació insegura aguantada pel darrere per part d'un tècnic. Una gran plataforma hidràulica suportava tant Gilmour com el tècnic.
Durant el The Division Bell Tour, un anònim utilitzant el nom de Publius va publicar un missatge en un grup de notícies d'Internet convidant els fans a resoldre un enigma suposadament ocult en el nou àlbum. Les llums blanques al davant de l'escenari en el concert de Pink Floyd a East Rutherford mostraven les paraules Publi Enigma. Durant un concert a la televisió a l'Earls Court el 20 d'octubre de 1994, algú va projectar la paraula "enigma" en lletres majúscules en el teló de fons de l'escenari. Més tard, Mason va reconèixer que va ser la seva companyia discogràfica qui havia instigat el misteri de Publius Enigma, en comptes de la banda. Actualment, el trencaclosques segueix sense resoldre's.

## Lírica de les cançons
Marcada per la lírica filosòfica de Waters, la revista Rolling Stone va descriure a Pink Floyd com a proveïdors d'una distintiva fosca visió. L'autor Jere O'Neill Surber va escriure:
| «                     | Els seus interessos són la veritat i la il·lusió, la vida i la mort, la causalitat i el canvi, la compassió i la indiferència. | » |
| — Jere O'Neill Surber | |   |

Waters identificava l'empatia com a tema central dins la lírica de Pink Floyd. L'autor George Reisch descrivia l'opus psicodèlic de Meddle, l'«Echoes», com a "construït al voltant d'una idea central de comunicació genuïna, simpatia i col·laboració amb altres". Tot i haver estat qualificat de "l'home més trist del rock", l'autora Deena Weinstein va descriure Waters com a existencialista, desestimant el sobrenom desfavorable com a resultat d'una mala interpretació per part dels crítics musicals.
La desil·lusió, l'absència i el no ser
Les lletres de Waters a «Have a Cigar», dins el disc Wish You Were Here, fan front a una suposada falta de sinceritat per part dels representants de la indústria musical. La cançó il·lustra una dinàmica disfuncional entre la banda i un executiu d'una companyia discogràfica, que felicita el grup pel seu èxit de vendes actual, el que implica que estan en el mateix equip i alhora revela que erròniament creu que "Pink" és el nom d'un dels membres de la banda. Segons l'autor David Detmer, les lletres de l'àlbum tracten dels "aspectes deshumanitzadors del món del comerç", una situació que l'artista ha de suportar per arribar al seu públic.
L'absència com un tema líric és comú dins de la música de Pink Floyd. Els exemples inclouen l'absència de Barrett després de 1968, i la del pare de Waters, que va morir durant la Segona Guerra Mundial. Les lletres de Waters també van explorar els objectius polítics no complerts i les iniciatives que no van reeixir. La seva banda sonora, Obscured by Clouds, es referia a la pèrdua de l'exuberància juvenil que de vegades ve de la mà de l'envelliment. El que va ser dissenyador de les portades dels àlbums de Pink Floyd durant molt de temps, Storm Thorgerson, va descriure la lletra de Wish You Were Here de la següent forma:
| «                  | La idea d'una presència retinguda, de les formes en què les persones simulen estar en l'actualitat, mentre que les seves ments estan realment en una altra part, i dels dispositius i les motivacions utilitzades de forma psicològicament per les persones per a suprimir tota la força de la seva presència, amb el temps es va anar reduint a un sol tema, l'absència: l'absència d'una persona, l'absència d'una sensació. | » |
| — Storm Thorgerson | |   |

Waters va comentar: "es tracta que cap de nosaltres realment hi és... s'hauria d'haver anomenat Wish We Were Here".
O'Neill Surber va explorar les lletres de Pink Floyd i va declarar que la qüestió del no-res era un tema comú en la seva música. Waters invocava el no-ser o la no-existència a The Wall, amb les lletres de «Comfortably Numb»:
| «                                | Vaig agafar una visió fugaç, fora de la vista o l'ull. Em vaig tornar a mirar, però se n'havia anat, no puc posar el dit en això ara, el nen ha crescut, el somni se n'ha anat. | » |
| — «Comfortably Numb», Pink Floyd | |   |

Barrett es va referir al no-ser en la seva última contribució al catàleg de la banda, «Jugband Blues»: "T'estic més agraït pel fet de clarificar que no sóc aquí"
L'explotació i l'opressió
L'autor Patrick Croskery descriu Animals com una barreja única de "sons potents i temes suggestius" del Dark Side amb el retrat de l'alienació artística de The Wall. Va establir un paral·lelisme entre els temes polítics de l'àlbum i els de Rebel·lió a la granja d'Orwell. Animals comença amb un experiment mental, que es pregunta: "Si no us importava el que em va passar. I no em preocupo per tu", i després desenvolupa una faula d'animals basada en els personatges antropomorfs utilitzant la música per a reflectir els estats mentals de cada un. Les lletres dibuixen finalment una imatge de distopia, el resultat inevitable d'un món mancat d'empatia i compassió, en resposta a la pregunta plantejada en les primeres línies.
Els personatges de l'àlbum inclouen els "gossos", que representen capitalistes fervents, els "porcs", que simbolitzen la corrupció política i les "ovelles", que representen els explotats. Croskery va descriure les "ovelles" com a membres d'un "estat d'il·lusió creada per una identitat cultural enganyosa", una falsa consciència. El "gos", en la seva recerca incansable de l'interès propi i l'èxit, acaba deprimit i sol, sense ningú en qui confiar, sense absolutament satisfacció emocional després d'una vida d'explotació. Waters va utilitzar a Mary Whitehouse com un exemple de "porc"; sent algú que segons la seva opinió, utilitzava el poder del govern per a imposar els seus valors a la societat. A la conclusió de l'àlbum, Waters torna a l'empatia amb la declaració lírica: "Vostè sap que m'importa el que li passi, i sé que es preocupa per mi també." No obstant això, també reconeix que els "Porcs" són una amenaça contínua i revela que ell és un "gos" que necessita refugi, el que suggereix la necessitat d'un equilibri entre l'Estat, el comerç i la comunitat, en lloc d'una batalla permanent entre ells.
L'alienació, la guerra i la bogeria
Quan dic: "Et veuré al costat fosc de la lluna" ... el que vull dir [és] ... si sents que ets l'únic ... que sembles boig [perquè] penses que tot és una bogeria, no estàs sol.
O'Neill Surber va comparar la lletra de la cançó «Brain Damage» del disc Dark Side amb la teoria de Karl Marx de l'alienació; "hi ha algú al meu cap, però no sóc jo" La lletra de «Welcome to the Machine» del Wish You Were Here suggereixen el qual Marx va anomenar la teoria de l'alienació; el protagonista de la cançó està preocupat per les possessions materials fins al punt que s'allunya de si mateix i dels altres. Al·lusions a l'alienació del ser de l'espècie humana es pot trobar a Animals: el "Gos" es veu reduït a viure instintivament com a no-humà. Els "Gossos" s'alienen de si mateixos en la mesura que justifiquen la seva manca d'integritat com una posició "necessària i defensable" en "un món despietat, sense espai per a l'empatia o principis morals", va escriure Detmer. L'alienació dels altres és un tema recurrent en les lletres de cançons de Pink Floyd, i és un element central a The Wall.
La Guerra, considerada com la conseqüència més greu de la manifestació de l'alienació dels altres, és també un element central de The Wall, i un tema recurrent en la música de la banda. El pare de Waters va morir en combat durant la Segona guerra Mundial, i les seves lletres sovint al·ludeix als costos de la guerra, inclosos els de «Corporal Clegg» (1968), «Free Four» (1972), «Us and Them» (1973), «When the Tigers Broke Free» i «The Fletcher Memorial Home» de The Final Cut (1983), un àlbum dedicat al seu difunt pare i subtitulat A Requiem for the Postwar Dream. Els temes i la composició de The Wall expressen el fet que Waters es crià en una societat anglesa esgotada, empobrida, dels homes després de la Segona Guerra Mundial; una condició que afecta negativament les seves relacions personals amb les dones.
Les lletres de Waters al The Dark Side of the Moon abordaven les pressions de la vida moderna i com aquestes pressions poden causar, a vegades, la bogeria. Ell considerava que l'explicació de l'àlbum de la malaltia mental com una il·luminació d'una condició universal. Tanmateix, Waters també volia que l'àlbum comuniqués el positivisme, que va qualificar de "una exhortació... per abraçar el positiu i rebutjar el negatiu." Reisch va descriure The Wall com a "menys de l'experiència de la bogeria dels hàbits, les institucions i les estructures socials que creen o causen la bogeria." El protagonista de The Wall, Pink, és incapaç de fer front a les circumstàncies de la seva vida, i superat pels sentiments de culpa, es tanca lentament en si mateix fora del món exterior dins d'una barrera de la seva pròpia creació. Després de completar el seu allunyament del món, Pink s'adona que ell és "una bogeria, sobre l'arc de Sant Martí". A continuació, considera la possibilitat que la seva condició pot ser culpa seva: "he sigut culpable tot aquest temps?" En adonar-se de la seva major por, Pink creu que ha deixat a tothom, la seva dominant mare sàvia que l'asfixiava, els professors que el criticaven per les seves aspiracions poètiques, i la seva dona justificant que el deixava. A continuació, va a judici per "mostrar sentiments de naturalesa gairebé humana", el que agreuja encara més l'alienació de l'ésser genèric. Igual que amb els escrits del filòsof Michel Foucault, la lírica de Waters suggereix que la bogeria de Pink és un producte de la vida moderna, els elements, els "costums, codependències i psicopatologies", que contribueixen a la seva angoixa, segons Reisch.

## Reconeixement i influència

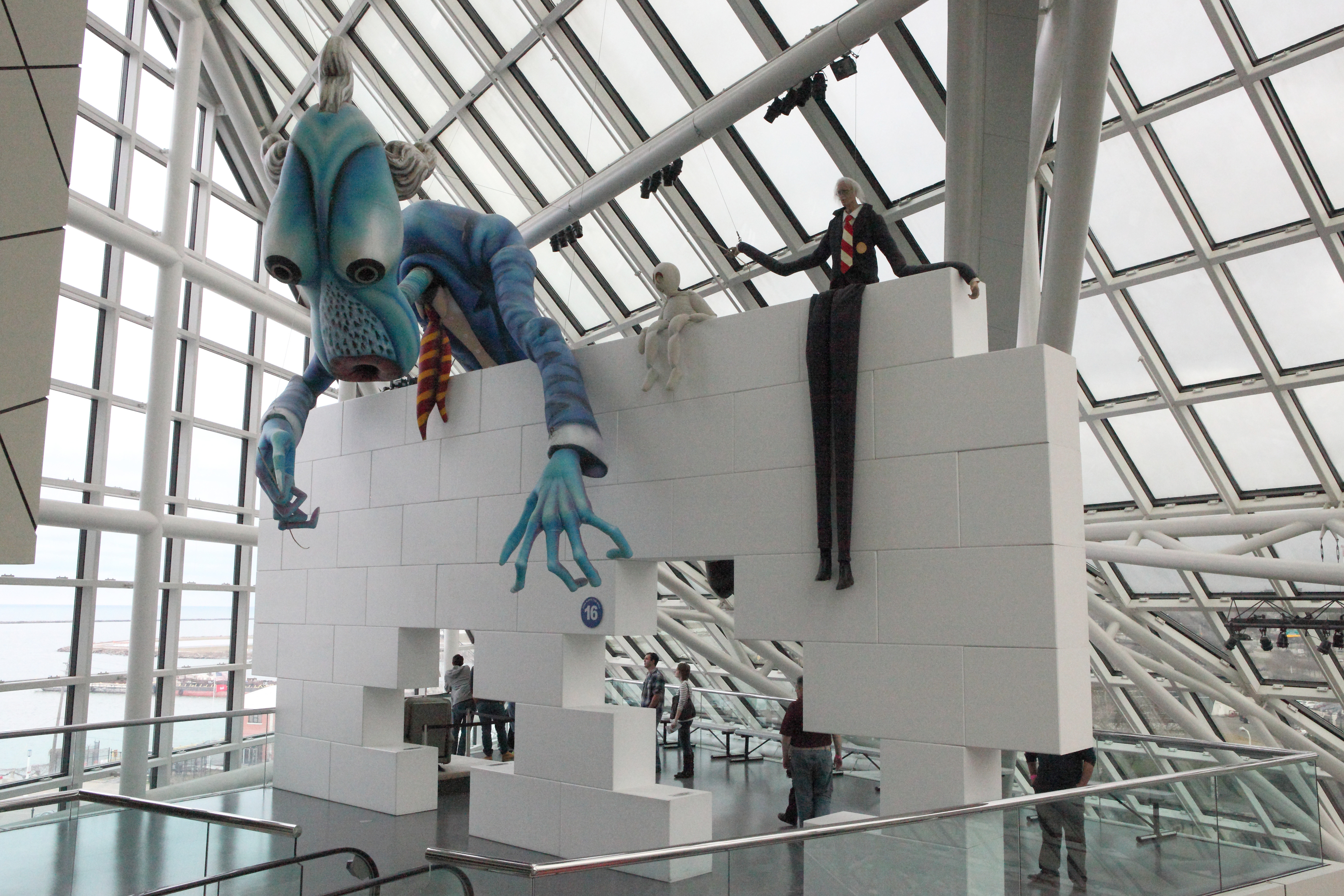
Pink Floyd's The Wall exposat en el Rock and Roll Hall of Fame

Pink Floyd és una de les bandes amb més èxit comercial i amb més influència de tots els temps. Han venut més de 250 milions de discs a tot el món, incloent-hi 74,5 milions de vendes certificades als Estats Units, i 37,2 milions d'àlbums venuts als EUA des de l'any 1991. La Sunday Times Rich List, Músics Milionaris 2012 (Regne Unit), va elevar a Roger Waters al 22è lloc, amb una fortuna estimada de 120 milions de lliures, Gilmour al 32è lloc amb 85 milions i Mason al 46è amb 50 milions.
El 2004, la MSNBC va situar a Pink Floyd en la vuitena posició de la seva llista de "The 10 Best Rock Bands Ever" (Les 10 millors bandes de rock de sempre). Rolling Stone els va situar a la posició número 51 en el seu llistat de "The 100 Greatest Artists of All Time" (Els 100 millors artistes de tots els temps). La revista Q va nomenar a Pink Floyd com la banda més gran de tots els temps. VH1 va enfilar-los fins a la 18a posició en la llista dels "100 Greatest Artists of All Time" (100 millors artistes de tots els temps). L'escriptor Colin Larkin va situar a Pink Floyd com a número 3 en la seva llista dels "Top 50 Artists Of All Time" (Top 50 d'artistes de tots els temps), una classificació basada en les votacions acumulades per cada àlbum dels artistes inclosos en la seva llista All Time Top 1000 Albums (Top 1000 d'àlbums de tots els temps).
Pink Floyd ha guanyat al llarg de la seva carrera diversos premis, incloent-hi el Grammy al "Best Engineered Non-Classical Album" (Àlbum no-clàssic amb la millor enginyeria) el 1980 per a The Wall, un premi BAFTA per a la "Best Original Song" (Millor cançó original) el 1982 per a «Another Brick in the Wall (Part 2)» de l'àlbum The Wall. El 1995, van guanyar el Grammy per a la millor "Rock Instrumental Performance" (Actuació de rock instrumental) per a «Marooned». El 2008, el Rei Carl XVI Gustaf de Suècia va atorgar a Pink Floyd el premi Polar Music Prize, considerat el Nobel de la música, per la seva contribució a la música moderna; Waters i Mason van assistir a la cerimònia i van acceptar el premi. Els van introduir a la Rock and Roll Hall of Fame el 1996, a la UK Music Hall of Fame el 2005, i a la Hit Parade Hall of Fame el 2010.
La música de Pink Floyd ha causat una important influència en nombrosos artistes: David Bowie va anomenar Barrett com a important inspiració, i The Edge, dels U2, va comprar-se el seu primer pedal de delay després d'escoltar els acords de la introducció de guitarra a «Dogs» del disc Animals. Altres bandes han citat a Pink Floyd com a influència: Queen, Tool, Radiohead, Kraftwerk, Queensrÿche, Nine Inch Nails, the Orb i the Smashing Pumpkins.

## Discografia

### Àlbums d'estudi
- The Piper at the Gates of Dawn (1967)
- A Saucerful of Secrets (1968)
- More (1969) (banda sonora de la pel·lícula More de Barbet Schroeder)
- Ummagumma (1969) (es compon d'un disc d'estudi i un disc en directe)
- Atom Heart Mother (1970)
- Meddle (1971)
- Obscured by Clouds (1972) (banda sonora de la pel·lícula La Vallée de Barbet Schroeder)
- The Dark Side of the Moon (1973)
- Wish You Were Here (1975)
- Animals (1977)
- The Wall (1979)
- The Final Cut (1983)
- A Momentary Lapse of Reason (1987)
- The Division Bell (1994)
- The Endless River (2014)

### Àlbums en directe
- Ummagumma (1969) (es compon d'un disc d'estudi i un disc en directe)
- Delicate Sound of Thunder (1988)
- P*U*L*S*E (1995)
- Is There Anybody Out There? (2000)

### Recopilacions
- The Best of the Pink Floyd / Masters of Rock (1970)
- Relics (1971)
- A Nice Pair (1973)
- Masters of Rock (1974)
- A Collection of Great Dance Songs (1981)
- Works (1983)
- Shine On (1992)
- 1967: The First Three Singles (1997)
- Echoes: The Best Of Pink Floyd (2001)
- Oh, by the Way (2007)
- Discovery (2011)
- A Foot in the Door – The Best of Pink Floyd (2011)

## Gires
- Pink Floyd World Tour (1968)
- The Man and the Journey Tour (1969)
- Atom Heart Mother World Tour (1970)
- Meddle Tour (1971)
- Dark Side of the Moon Tour (1972–73)
- French Summer Tour (1974)
- British Winter Tour (1974)
- Wish You Were Here Tour (1975)
- In the Flesh Tour (1977)
- The Wall Tour (1980–81)
- A Momentary Lapse of Reason Tour (1987–90)
- The Division Bell Tour (1994)